# Saulnot
Cet article possède un paronyme, voir Saulnay.
Vous lisez un « bon article » labellisé en 2017.
Saulnot est une commune française située dans le département de la Haute-Saône, à la limite du Doubs, dans la région culturelle et historique de Franche-Comté et la région administrative Bourgogne-Franche-Comté.
Elle fait partie de la communauté de communes du pays d'Héricourt et se trouve à la limite des Vosges saônoises et du pôle métropolitain Nord Franche-Comté. Son territoire vallonné, dont l'altitude varie de 324 à 522 mètres, comprend une grande partie de forêt ainsi qu'un marais servant de halte à plusieurs espèces d'oiseaux migrateurs. Il fait partie des collines pré-jurassiennes. La population municipale s'élève à 759 habitants en 2022.
Le village est marqué par un passé minier de huit siècles (du XIIe au XXe siècle) avec l'exploitation de la houille, du sel gemme issus du bassin keupérien et du minerai de fer. Il reçoit la croix de guerre 1939-1945 à l'issue de la Seconde Guerre mondiale. Saulnot est rendue célèbre dans les années 1970 par le groupe musical Ange qui s'est inspiré des récits d'un maréchal-ferrant du village pour la composition d'un album portant son nom, Émile Jacotey. Le principal monument identifiable dans le paysage est l'église en grès rose.

## Géographie

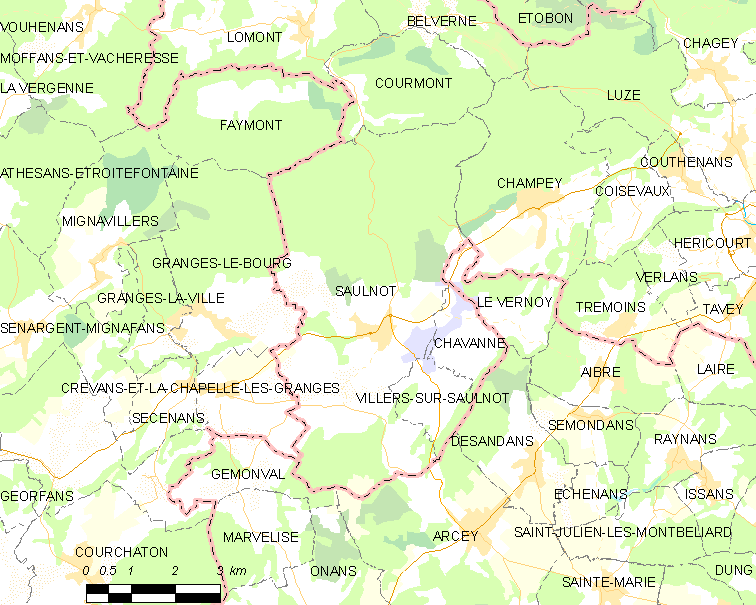
Le territoire communal dans son contexte local.

### Situation
La commune fait partie de la communauté de communes du pays d'Héricourt, au sud-est de l'arrondissement de Lure. Elle est située dans le département de la Haute-Saône, à la limite du Doubs, en Franche-Comté. Les villes les plus proches sont Héricourt (9 km), Montbéliard (13 km), Lure (16 km) et Belfort (17 km).
Le territoire de la commune est limitrophe de ceux de dix autres communes :

### Géologie et relief
- Bourgs et limites communales
- h2Ca (dacites) et h2Cp (andésites)
- rE (silts et pélites du Permien)
- t2 et t2A (grès et conglomérats de L'Olénékien)
- t2GV (grès à Voltzia) et t3GS (marnes de Saulnot)
- t3-4 (calcaires coquilliers)
- t5M et t6M (marnes irisées du bassin keupérien)
- t7 (grès du Rhétien)
- I1-2 (calcaires bleus) et I2 (marnes bleues)
- I3 (marnes du Domérien)
- I4S et I4 (schistes et marnes du Toarcien)
- j1 (calcaire oolithique) et j2V (calcaire à entroques)
- C (colluvions) et F (alluvions)
- E  (éboulis)
- failles

Carte topographique simplifiée de Saulnot, Chavanne et Villers-sur-Saulnot.

Carte géologique de Saulnot.

Les constructions se trouvent sur le territoire vallonné des collines pré-jurassiennes, entre le massif des Vosges et celui du Jura.
La superficie de la commune est de 2 673 hectares ; son altitude varie de 324 à 522 mètres, soit un dénivelé de 198 mètres. Les principales collines marquant le paysage du sud de la commune sont les Planches (516 m), les Hautes Roches (506 m), le Milleremont (437 m), le Tremblot (419 m) et la Bruyère (415 m). Au nord, le paysage est composé de collines boisées appartenant au massif du Chérimont et culminant majoritairement à plus de 450 mètres d’altitude.
Saulnot est située sur le plateau de Haute-Saône, elle est proche de la dépression sous-vosgienne et s'appuie sur le versant septentrional du massif du Jura. La majeure partie du territoire repose sur un sol daté du Trias (supérieur et moyen au centre et inférieur au nord). Parmi ces formations, des marnes irisées (t5M) recèlent les sources salées de la commune. Cette zone est délimitée au sud par une fine bande du Lias (I4S et I4) qui la sépare du Jurassique moyen (j1 et j2V). Enfin, le Permien qui recouvre le bassin houiller stéphanien sous-vosgien affleure à l'extrême nord de la commune (rE) où se retrouvent également des formations volcaniques (h2Ca et h2Cp) du Viséen.
Le territoire communal repose sur le bassin houiller keupérien de Haute-Saône, riche en gypse, halite (exploité sous forme de saumure), houille, minerai de fer et en sable de bonne qualité. Le sous-sol est également composé de calcaire au premier étage jurassique, de marne liasique et enfin de grès (vosgiens et bigarré). Les environs de Corcelles reposent sur le gisement de schiste bitumineux de Haute-Saône daté du Toarcien (I4S).

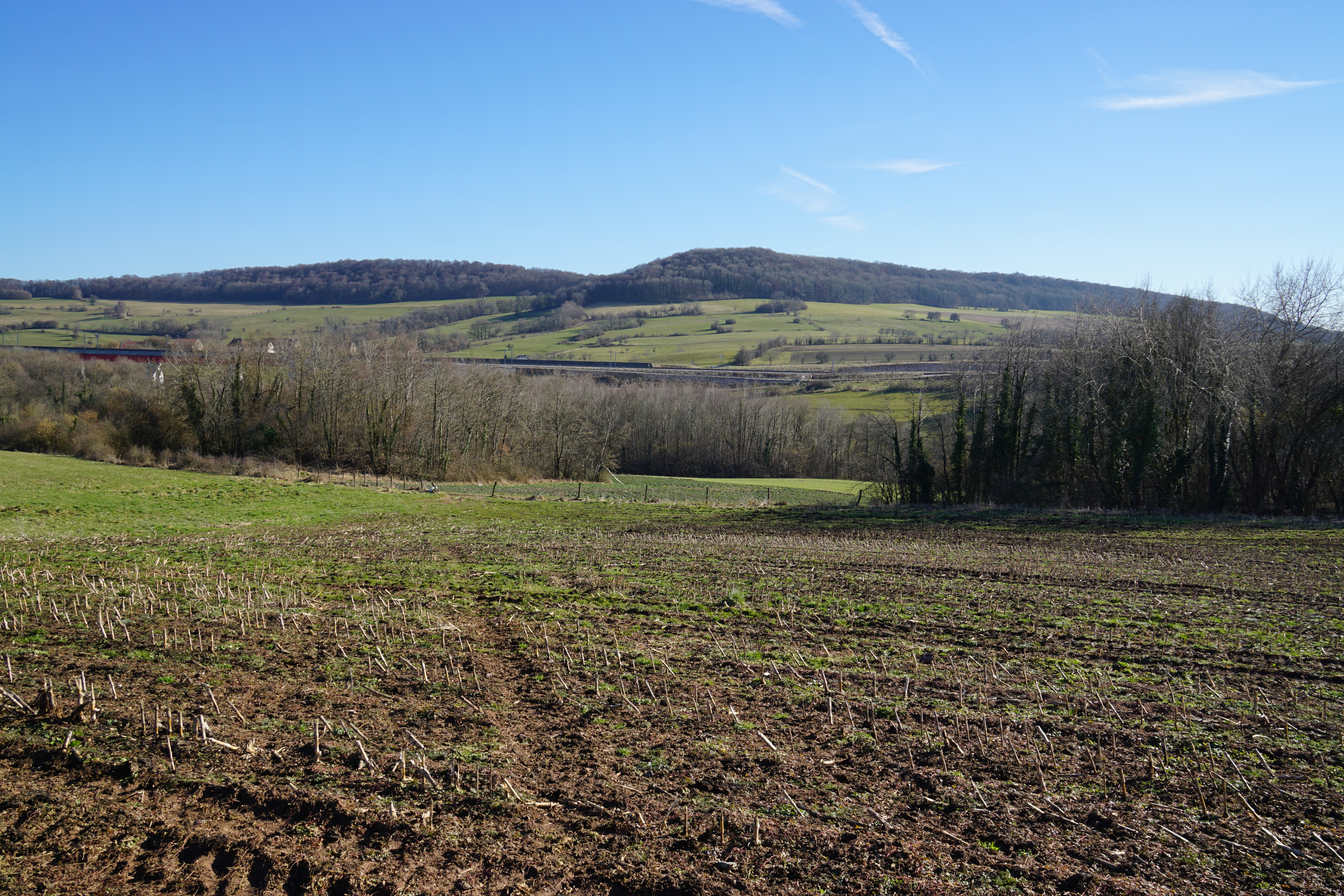
Les Planches (516 m), à Corcelles.
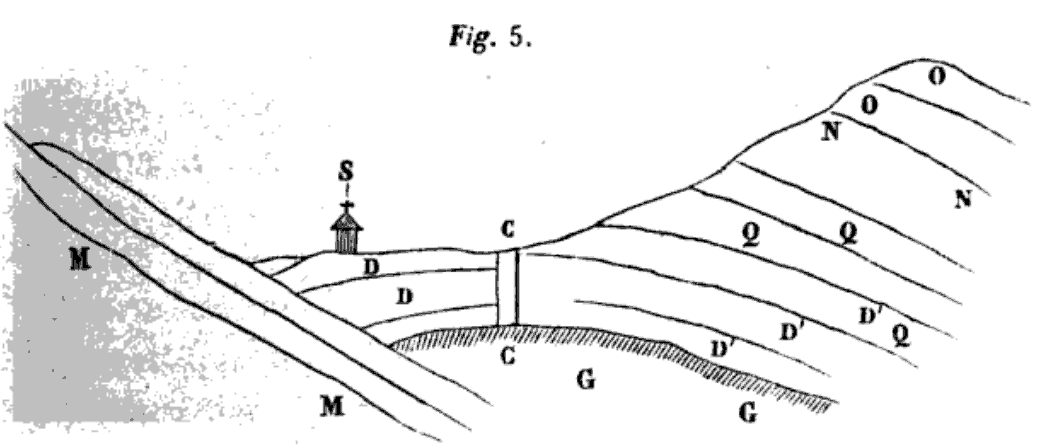
Coupe géologique d'un puits de mine de Saulnot : S : village de Saulnot ; MM : couches de muschelkalk (Trias moyen) inclinées d'environ 15° ; DD : couches de dolomie keupérienne (Trias supérieur) qui coupe la couche de muschelkalk sous un angle d'environ 60°.
La formation du gisement de sel et de charbon du Keuper en Franche-Comté.

### Hydrographie
Plusieurs plans d'eau (étangs) naturels et artificiels entourent le village. Le territoire est parsemé de ruisseaux qui s'écoulent depuis les hauteurs ; notamment ceux de la Côte des Chênes, des Valettes, des Prés Meuniers, du Vannet et du Pont du Ron. Un marais occupe l'ouest du territoire et empiète sur les communes de Villers-sur-Saulnot, Chavanne et Le Vernoy. Il sert de halte à plusieurs espèces d'oiseaux migrateurs.

### Climat
Pour des articles plus généraux, voir Climat de la Bourgogne-Franche-Comté et Climat de la Haute-Saône.
En 2010, le climat de la commune est de type climat de montagne, selon une étude du Centre national de la recherche scientifique s'appuyant sur une série de données couvrant la période 1971-2000. En 2020, Météo-France publie une typologie des climats de la France métropolitaine dans laquelle la commune est exposée à un climat semi-continental et est dans la région climatique Lorraine, plateau de Langres, Morvan, caractérisée par un hiver rude (1,5 °C), des vents modérés et des brouillards fréquents en automne et hiver.
Pour la période 1971-2000, la température annuelle moyenne est de 9,7 °C, avec une amplitude thermique annuelle de 17,2 °C. Le cumul annuel moyen de précipitations est de 1 268 mm, avec 13,3 jours de précipitations en janvier et 10,6 jours en juillet. Pour la période 1991-2020, la température moyenne annuelle observée sur la station météorologique de Météo-France la plus proche, « Étobon », sur la commune d'Étobon à 10 km à vol d'oiseau, est de 10,7 °C et le cumul annuel moyen de précipitations est de 1 272,5 mm. 
La température maximale relevée sur cette station est de 38,5 °C, atteinte le 24 juillet 2019 ; la température minimale est de −18 °C, atteinte le 1er mars 2005,,.
Les paramètres climatiques de la commune ont été estimés pour le milieu du siècle (2041-2070) selon différents scénarios d'émission de gaz à effet de serre à partir des nouvelles projections climatiques de référence DRIAS-2020. Ils sont consultables sur un site dédié publié par Météo-France en novembre 2022.

## Urbanisme

### Typologie
Au 1er janvier 2024, Saulnot est catégorisée commune rurale à habitat dispersé, selon la nouvelle grille communale de densité à sept niveaux définie par l'Insee en 2022.
Elle est située hors unité urbaine. Par ailleurs la commune fait partie de l'aire d'attraction de Montbéliard, dont elle est une commune de la couronne,. Cette aire, qui regroupe 137 communes, est catégorisée dans les aires de 50 000 à moins de 200 000 habitants,.

### Occupation des sols
L'occupation des sols de la commune, telle qu'elle ressort de la base de données européenne d’occupation biophysique des sols Corine Land Cover (CLC), est marquée par l'importance des forêts et milieux semi-naturels (63,9 % en 2018), en augmentation par rapport à 1990 (59,6 %). La répartition détaillée en 2018 est la suivante : 
forêts (63,1 %), prairies (24,6 %), zones agricoles hétérogènes (5,6 %), terres arables (2,3 %), zones urbanisées (1,7 %), zones humides intérieures (1,7 %), milieux à végétation arbustive et/ou herbacée (0,9 %), mines, décharges et chantiers (0,1 %). L'évolution de l’occupation des sols de la commune et de ses infrastructures peut être observée sur les différentes représentations cartographiques du territoire : la carte de Cassini (XVIIIe siècle), la carte d'état-major (1820-1866) et les cartes ou photos aériennes de l'IGN pour la période actuelle (1950 à aujourd'hui).

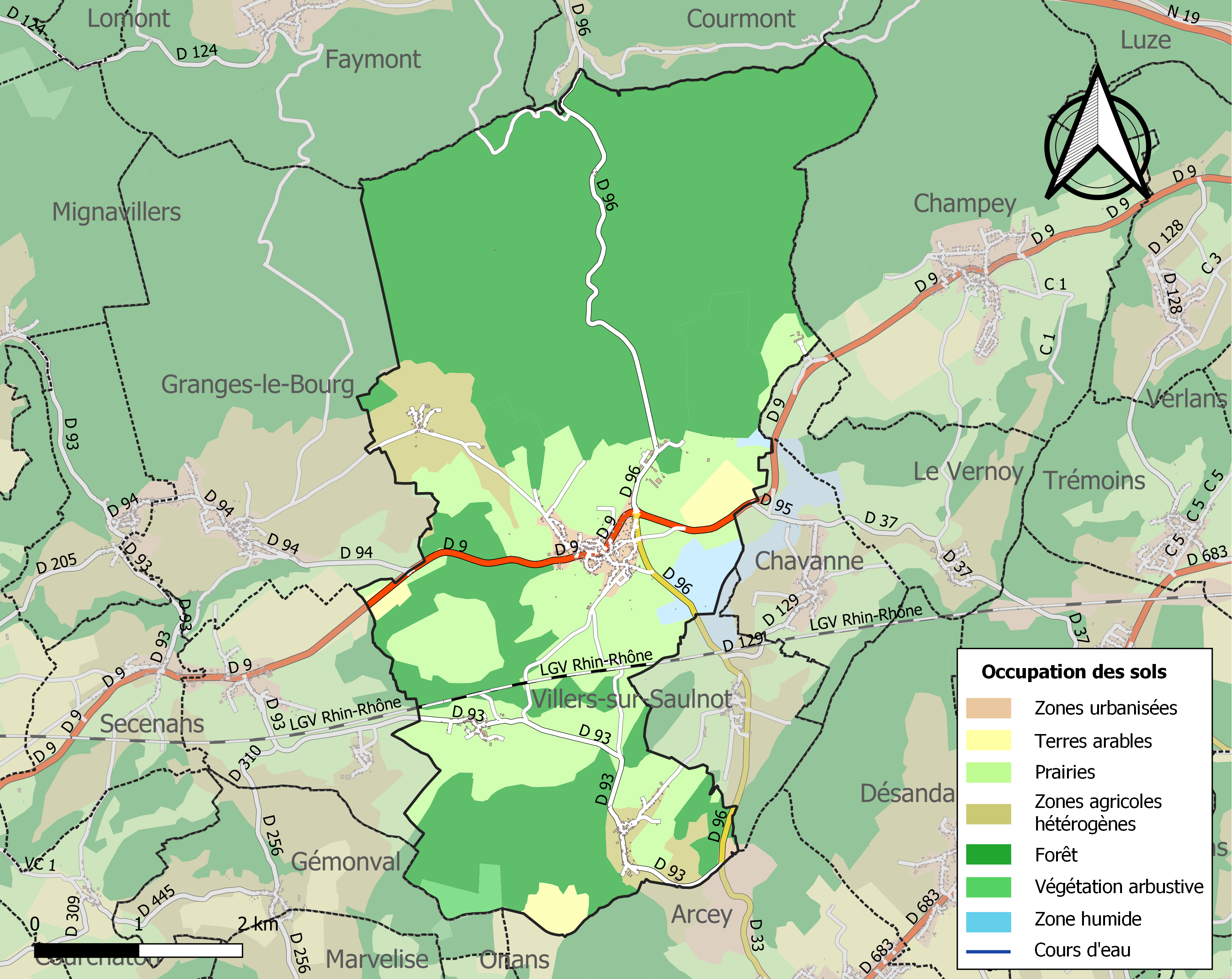
Carte des infrastructures et de l'occupation des sols de la commune en 2018 (CLC).

### Morphologie du bâti

Développement urbain de Saulnot et des communes limitrophes.

Saulnot est un village dont l'habitat historique est concentré autour de la mairie. L’habitat neuf se situe en périphérie et autour de l'église, notamment des lotissements. Les principaux hameaux sont Corcelles, Gonvillars et Malval, d'anciennes communes ;  il existe également les hameaux de la Goutte-au-Loup et Essouavre.

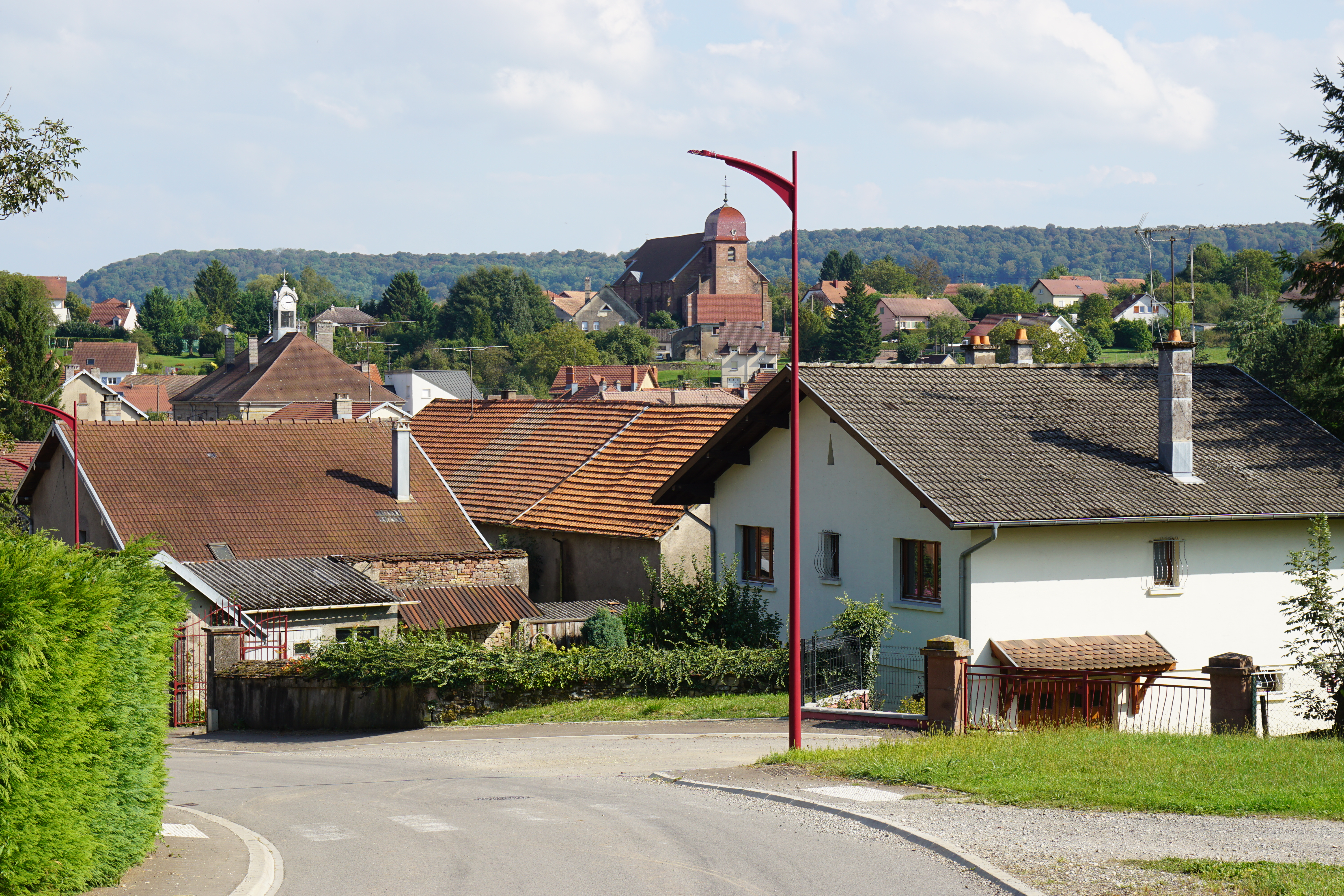
Bourg-centre de Saulnot.
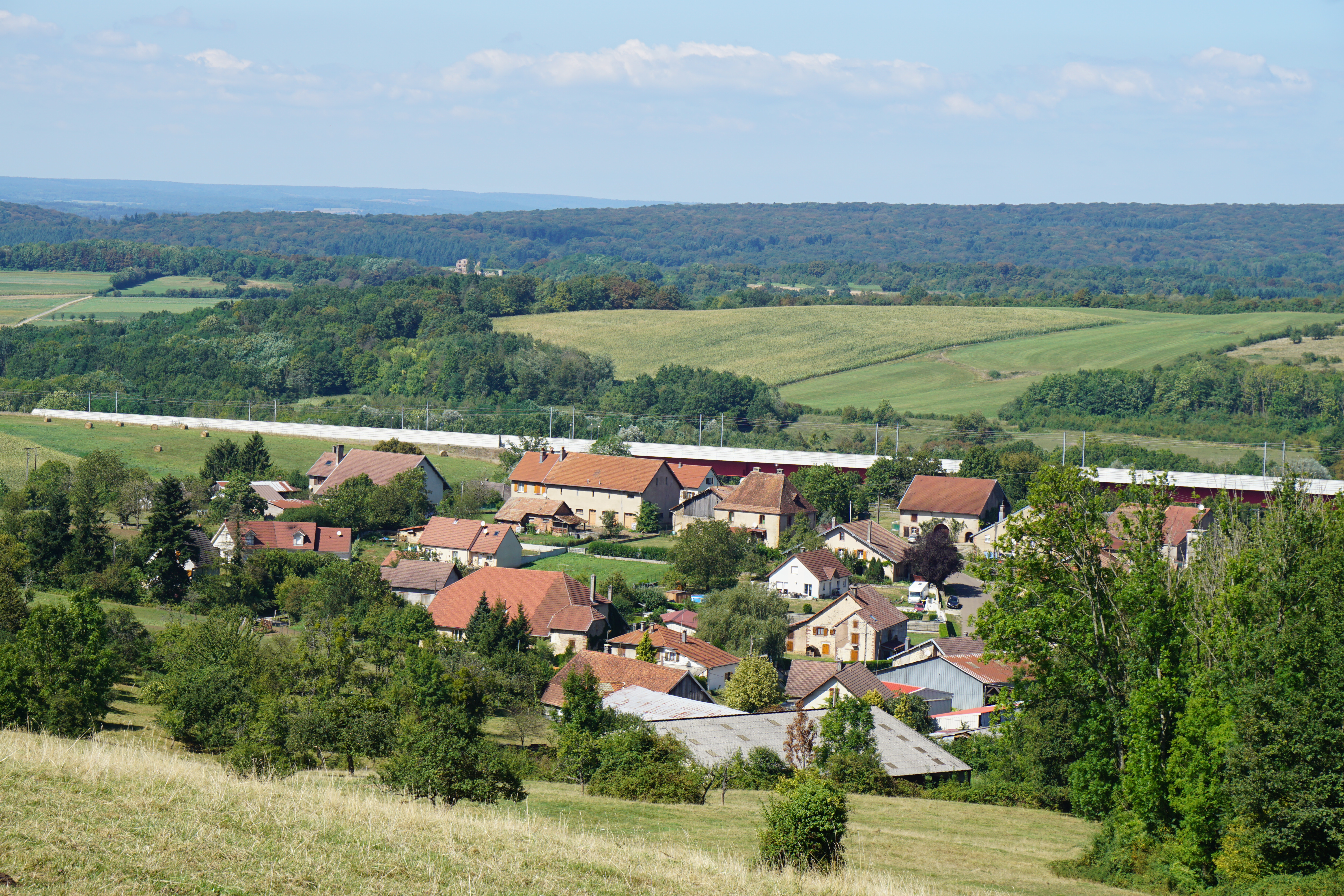
Corcelles.
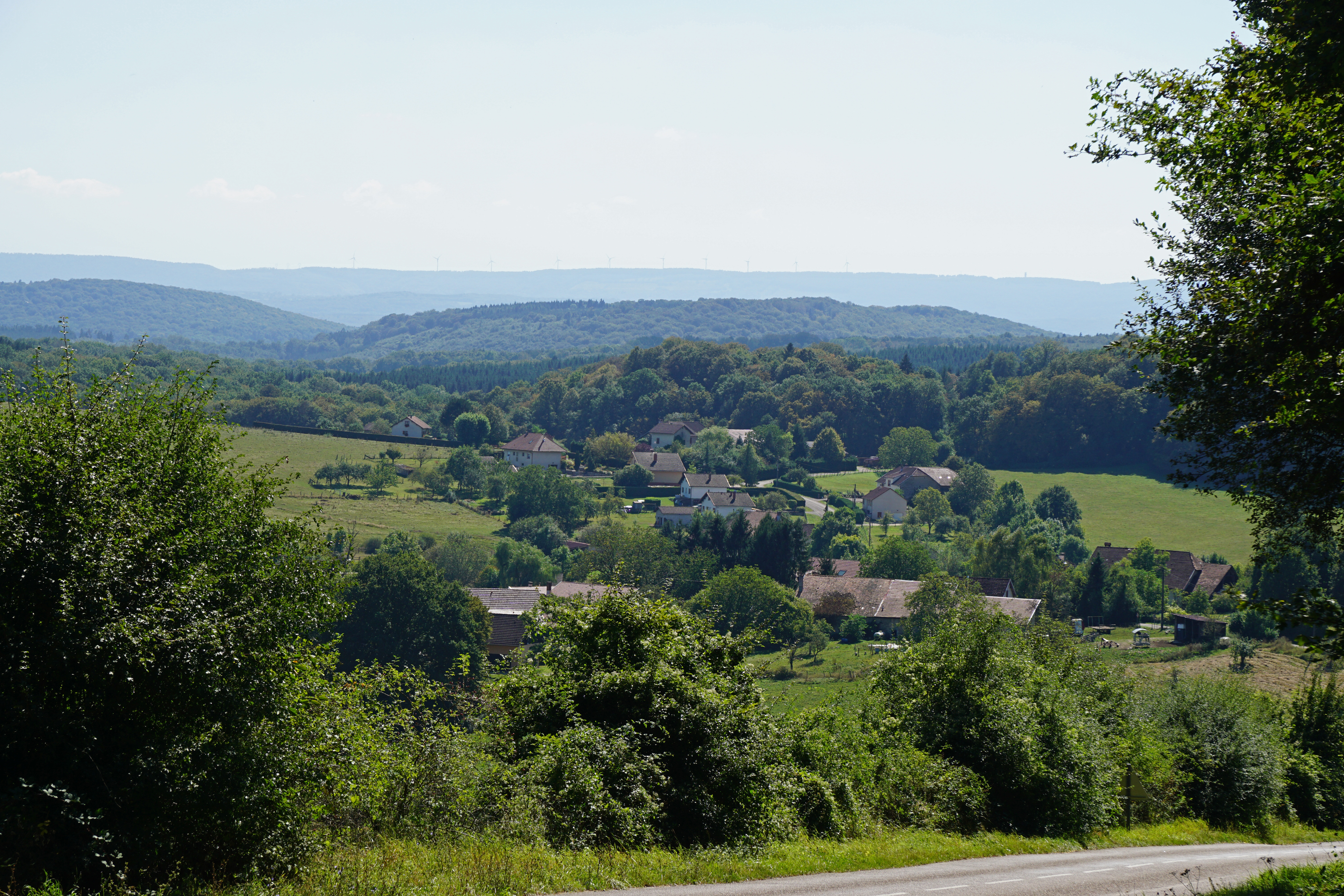
Gonvillars.
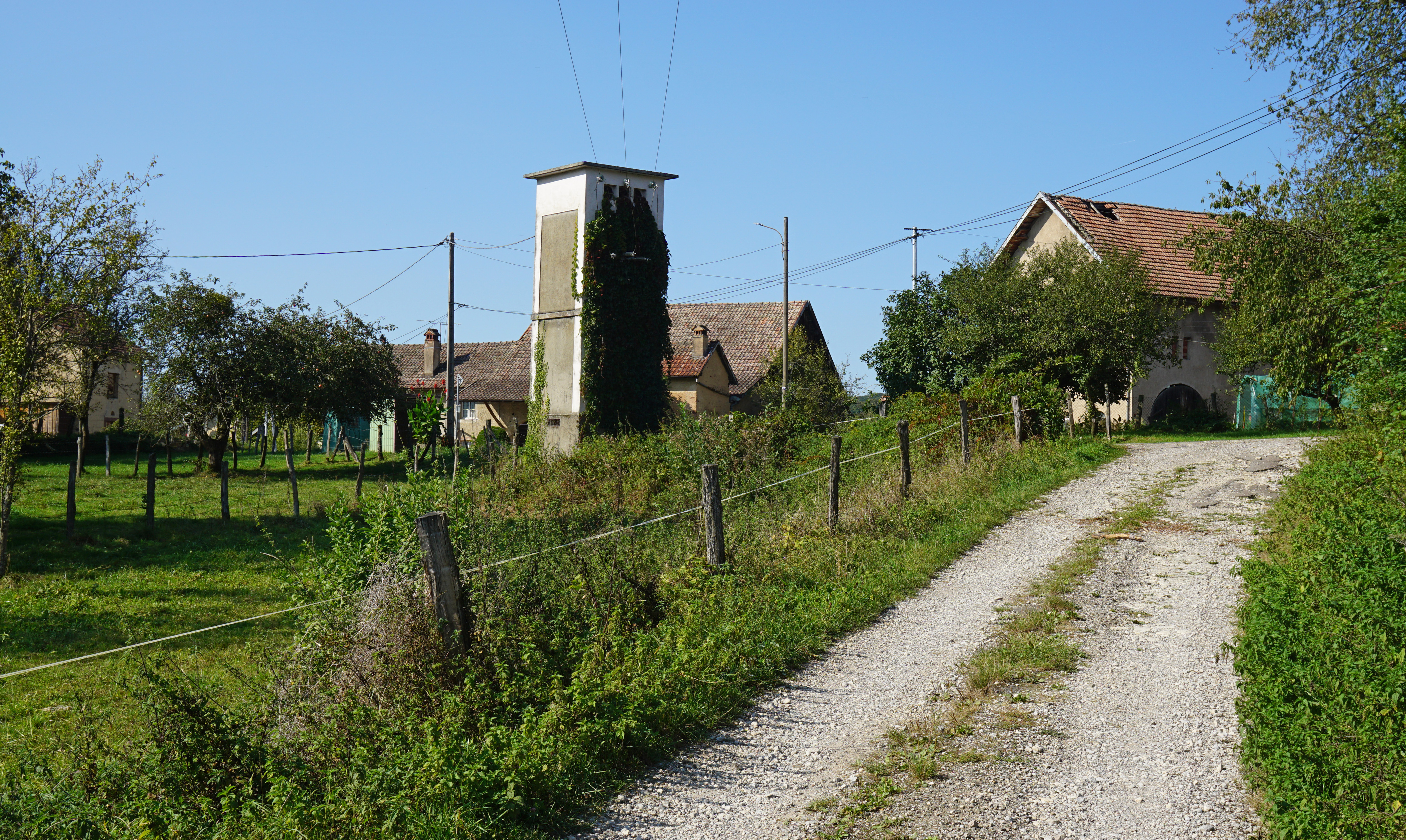
Malval.

### Logement
En 2016, le nombre total de logements à Saulnot était de 342 dont 312 résidences principales, 7 résidences secondaires et logements occasionnels et 23 logements vacants. La commune totalisait 306 maisons et 34 appartements.
La proportion des résidences principales, propriétés de leurs occupants était de 80,1 %, en 2016. Il existe 21 logements HLM sur le territoire de la commune soit 6,8 % des logements.

### Urbanisme et paysage
La commune dispose d'un plan d'occupation des sols (POS), elle est comprise dans le schéma de cohérence territoriale (SCOT) de la communauté de communes du pays d'Héricourt et fait partie du pôle métropolitain Nord Franche-Comté, anciennement syndicat mixte de l'aire urbaine Belfort-Montbéliard-Héricourt-Delle.

### Risques naturels et technologiques
La commune est située sur une zone sismique de niveau 3. Il existe des risques géologiques localisés à cause de la présence de cavités souterraines naturelles et minières (possibilités de mouvements de terrains miniers). Il existe également des risques d'inondation et d’autres liés au transport de matières dangereuses.

### Transport et voies de communications

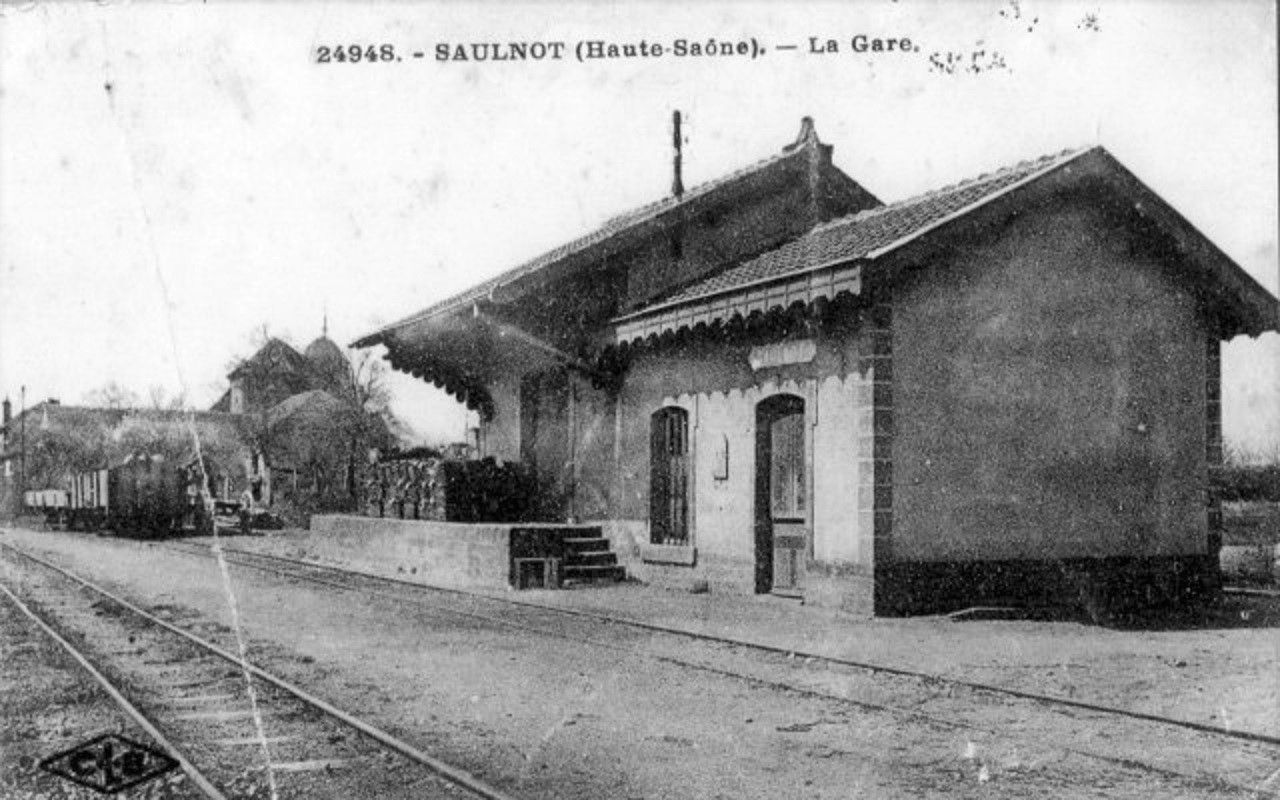
La gare du Tacot en activité.

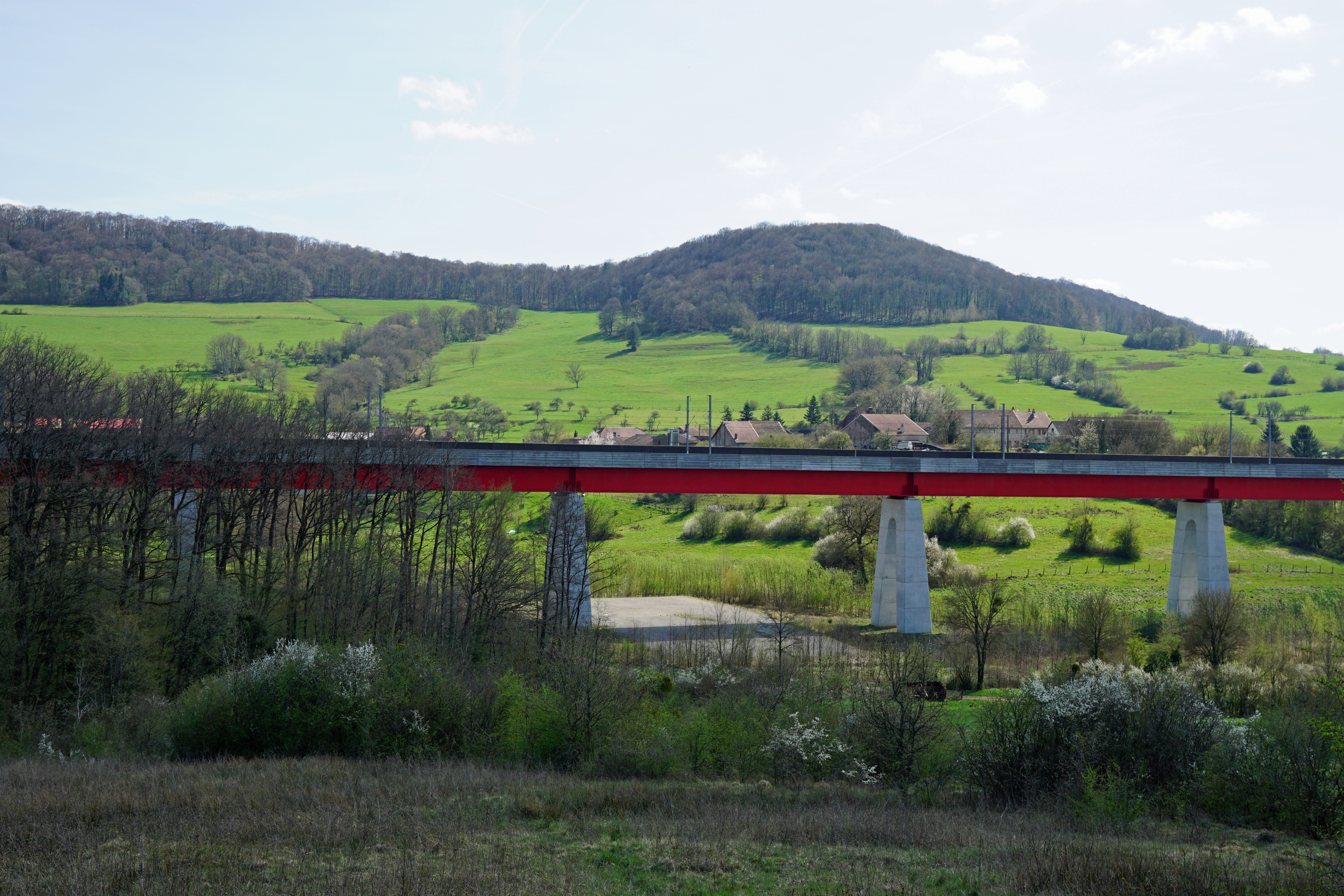
Le viaduc de Corcelles.

La commune est traversée par la LGV Rhin-Rhône, un viaduc est notamment construit à Corcelles, la gare la plus proche est celle de Belfort - Montbéliard, située à 20 km. La gare d'Héricourt est établie à 10 km, sur la ligne de Dole-Ville à Belfort.
Le réseau routier de la commune est formé des routes départementales 9, 93, 95 et 96 reliées à des axes plus importants comme la D683, la double-voie expresse E54 (nationale 19) et l'autoroute A36. Le sentier de grande randonnée 59 qui traverse la Franche-Comté du Ballon d'Alsace à Izieu dans l'Ain emprunte également le territoire communal. Saulnot est desservie par les autobus du réseau interurbain de la Bourgogne-Franche-Comté (Mobigo) reprenant anciennes les lignes saônoises. La commune est également desservie par Hériva, un service de transport à la demande de la communauté de communes du pays d'Héricourt.
Au début du XXe siècle, Saulnot est desservi par les chemins de fer vicinaux de Haute-Saône (le « Tacot »).

## Toponymie
Saulnot, Salnat puis Sânat au Moyen Âge est également appelé Sânot (sel net) en patois local au XIXe siècle et doit son nom à la présence de sources salées.

## Histoire

### Préhistoire
Des vestiges d'un camp daté de l'âge du bronze subsistent dans le bois de Corcelles et dans la grotte de la Baume, à Gonvillars, témoignant d'une implantation préhistorique.

### Moyen Âge

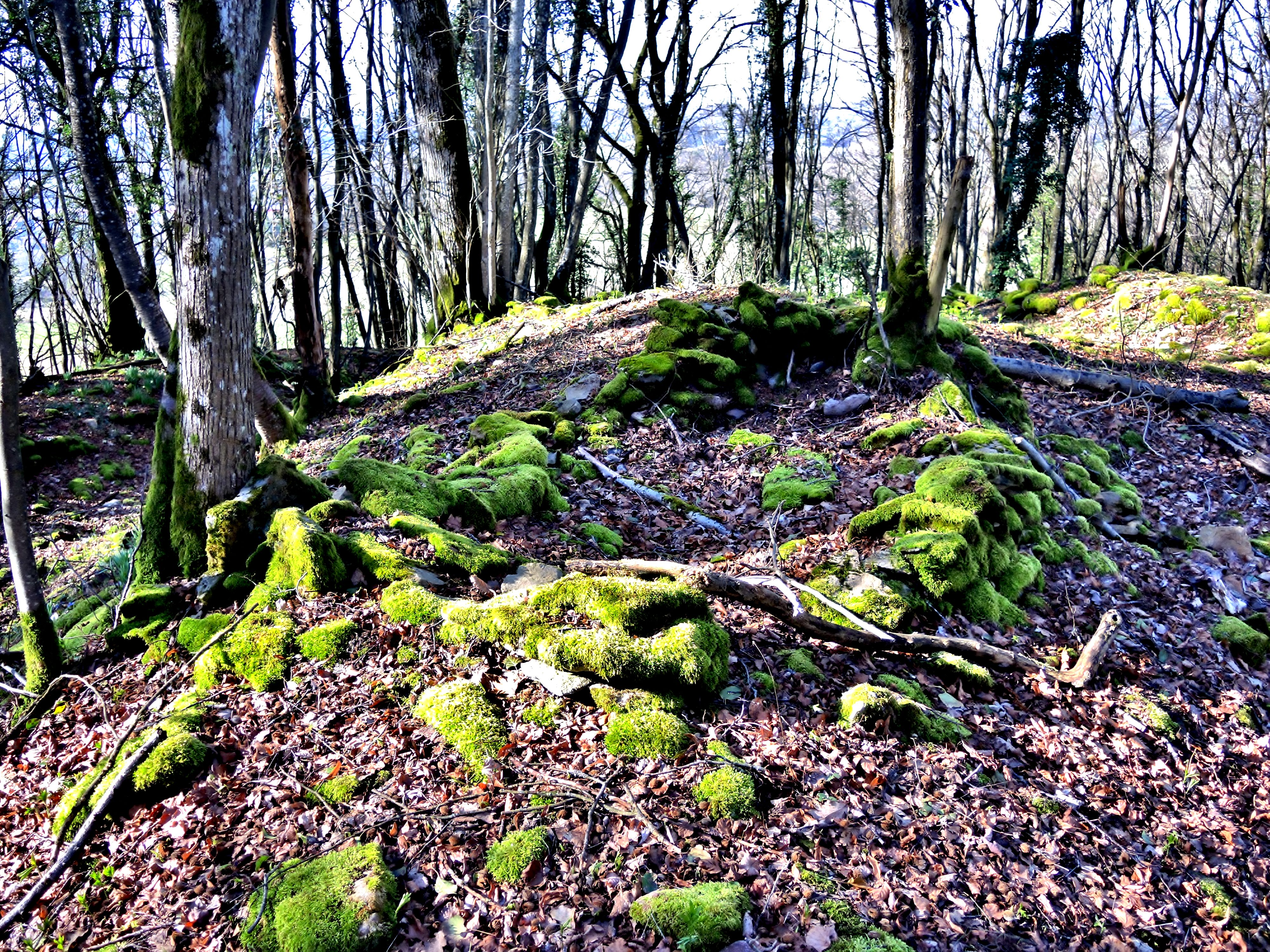
Ruine de la tour nord-ouest du château.

Au XIIe siècle, Saulnot appartient à la seigneurie de Granges.
En 1333, le bailliage d'Amont, l'un des trois bailliages de Franche-Comté, ayant pour capitale Vesoul, est créé par Philippe VI de France. Le territoire de Saulnot y est rattaché.

### Temps modernes
Le village est incendié par les troupes de Charles le Téméraire en 1474, puis par les seigneurs de Guise, pendant leur insurrection, entre 1587 et 1589.
Essouaivre (actuellement Essouavre sur la commune de Saulnot) est un hameau nommé anciennement Dessous-Vouaivre. Il est créé en 1562 par la régence de Montbéliard qui concède 50 hectares du bois « Dessous-Vouaivre » à M. Saint-Pouange afin de transformer ce territoire en cultures. Six ans plus tard, les termes du contrat n'ayant pas été respectés, Essouaivre était mis sous séquestre et les habitants du Vernoy en demandèrent le rattachement à leur communauté. Le gouvernement de Montbéliard leur préférera, le 16 mars 1573, un gentilhomme de Lorraine nommé Charles de Hennezel, écuyer, sire de Belrupt dans les Vosges. Celui-ci s'était engagé à faire défricher les terres, construire des maisons, des granges et un moulin à farine en association avec son oncle Georges de Hennezel. Mais en 1577, Charles vendait sa portion du territoire au comte de Montbéliard pour 1 500 francs. C'est donc Frédéric de Wurtemberg qui fera bâtir le moulin et le village détruit dix ans plus tard. La part de Georges de Hennezel avait été vendue à Antoine du Châtelet pour 800 francs. Cette part était transmise dans la maison de Franquemont par ses filles Angélique et Lydie mariées à Georges et Henri de Franquemont. En 1729, deux « granges » d'importance occupaient les terres, l'une se composait d'une maison d'habitation, de plusieurs bâtiments agricole, de jardin, de vergers, de prés et de champs pour une surface de 24 hectares ; l'autre possédait en plus un moulin,.

### Les mines
Il y eut des salines à Saulnot. Leur production n'a cessé de croître et la consommation de bois également depuis 1147. Ses « muines » se cuisaient alors au bois pour en tirer l'halite, ce qui épuisait la forêt voisine. D'où l'exploitation d'une mine de houille keupérienne du XVIe au XXe siècle. La saline et le village sont la propriété des comtes de Montbéliard. Les salines sont reconstruites à la suite de l'attaque de Charles le Téméraire. En 1639, les bâtiments sont incendiés par les Comtois puis reconstruis de 1761 à 1766. Les salines déclinent de plus en plus de 1750 à 1789, puis les bâtiments seront brûlés avec les archives pendant la Révolution française. Les bâtiments sont rachetés par la commune en 1846, vingt ans après la fermeture des puits à saumure.

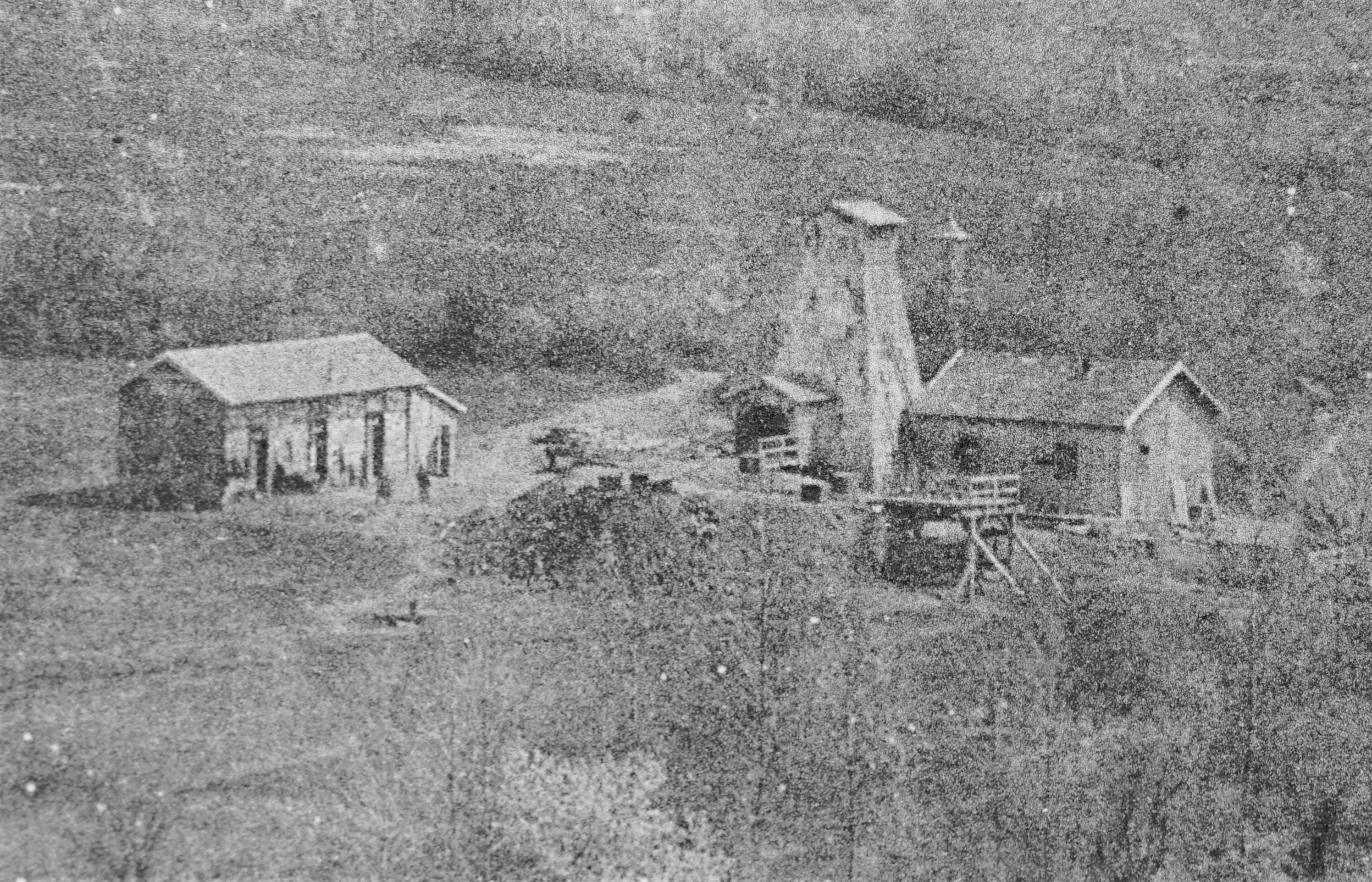
Infrastructures de surface d'un puits de houille au début du XXe siècle.
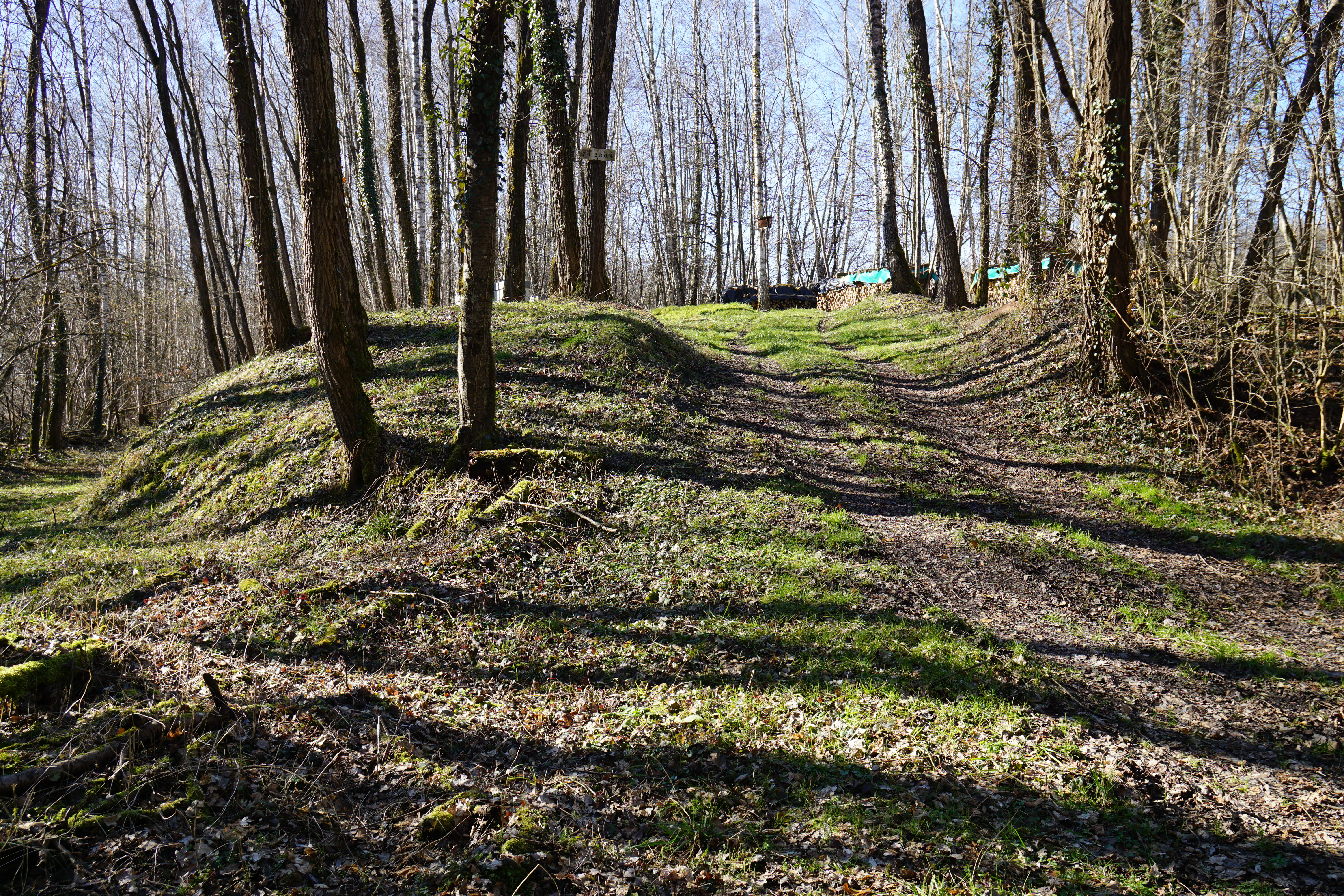
Le terril du même puits un siècle plus tard.
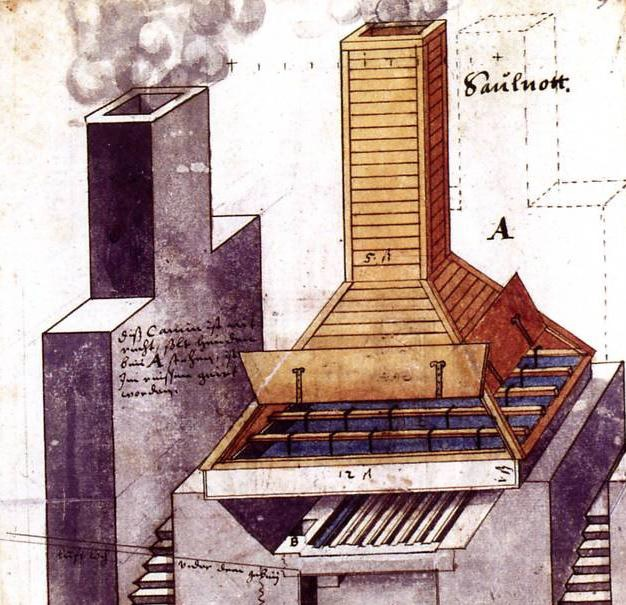
Un four à charbon de la saline.
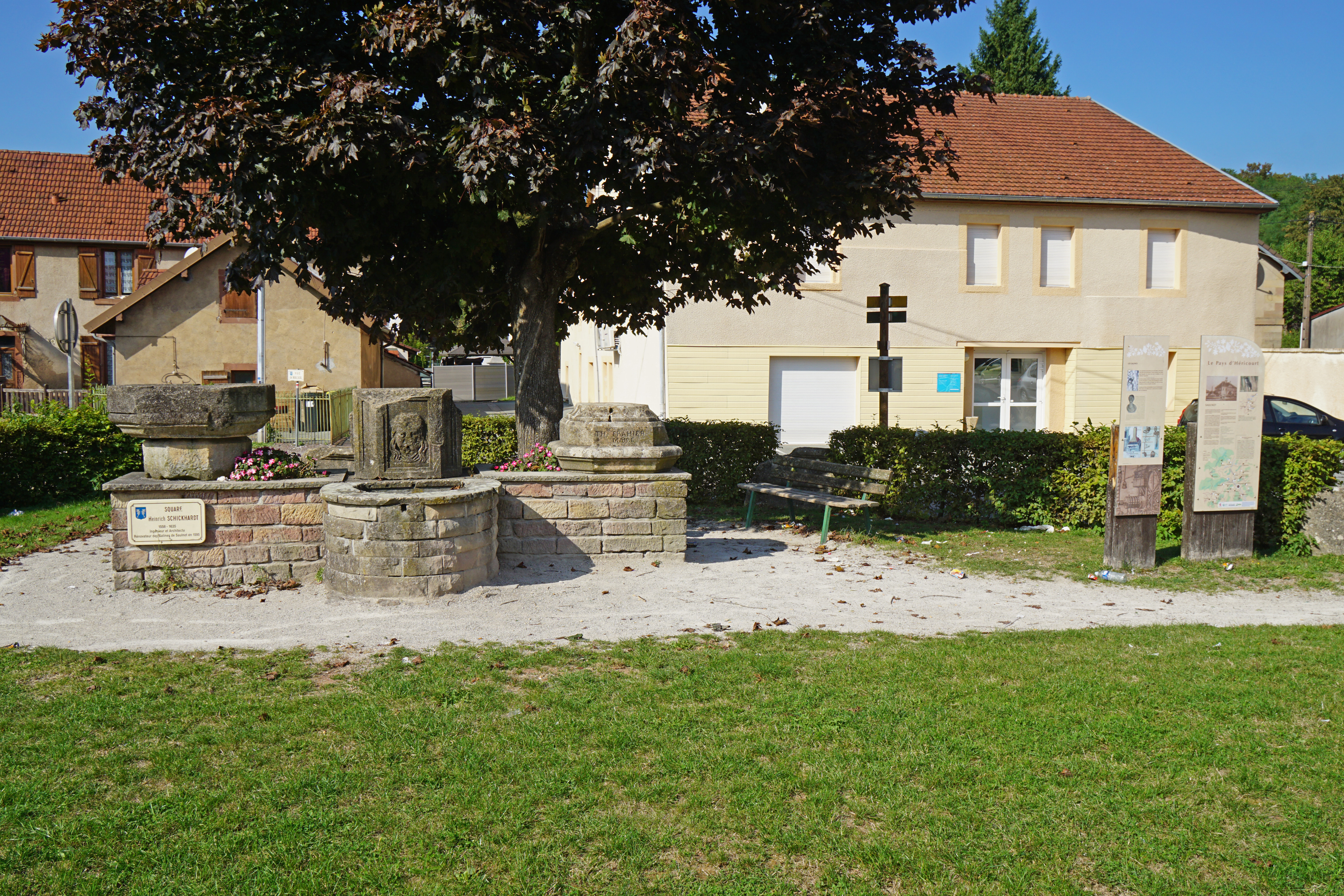
Square Heinrich Schickhardt évoquant la saline.

La concession de Lomont d'une superficie de 2 336 ha est accordée en juillet 1904 pour l'exploitation de la houille du Stéphanien. Mais il n'y a aucune extraction de charbon en raison du manque de moyens techniques pour l'extraction du gisement situé à plus d'un kilomètre sous terre,.
La commune comporte également des mines situées dans la forêt communale exploitant du minerai de fer pour les hauts fourneaux de Magny-Vernois, Saint-Georges, Fallon, Audincourt, Chagny, Bourguignon, Montagny-lès-Buxy et Belfort. Le gîte est formé d'un amas de trois mètres d'épaisseur et légèrement incliné vers le sud. Ce minerai permet d'obtenir 40 à 45 % de fonte.

### Époque contemporaine

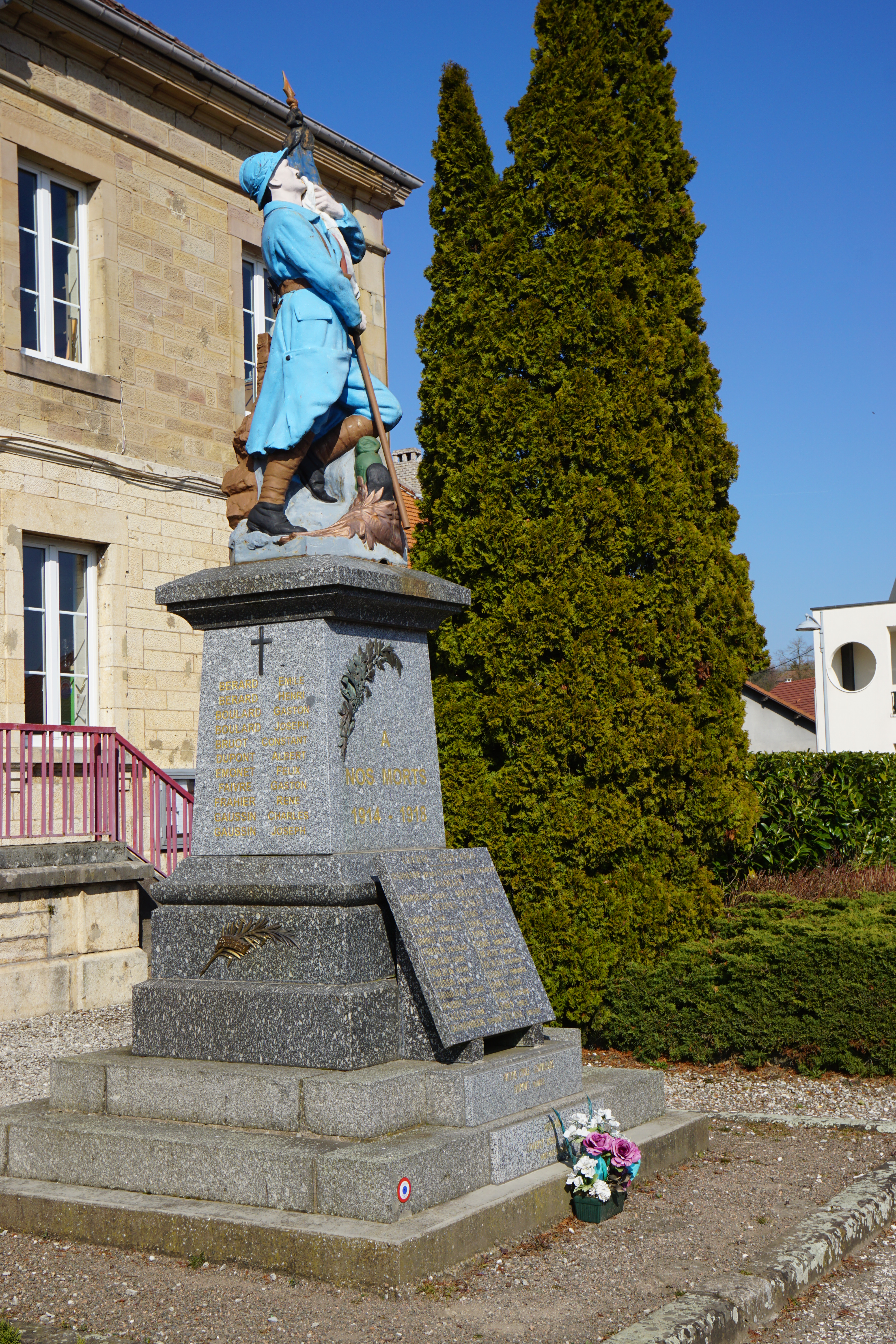
Le monument aux morts.

En 1793, la Principauté de Montbéliard dont Saulnot fait partie, est rattachée à la France. Le 17 janvier 1814, le village de Malval est rattaché à Saulnot, la nouvelle commune prend alors le nom de Saulnot-et-Malval. En 1862, la place du village est réaménagée et une nouvelle mairie est construite à l’emplacement de l'ancienne saline. Après la bataille de Villersexel qui a lieu le 9 janvier 1871 lors de la guerre franco-prussienne de 1870, les troupes françaises dirigées par Charles-Denis Bourbaki progressent jusqu'à Saulnot, Chavanne et Arcey le 13 janvier. La défaite à Héricourt ne permet pas aux troupes de délivrer Belfort de son siège,.
La commune reçoit la croix de guerre 1939-1945 à l'issue de la Seconde Guerre mondiale pour avoir soutenu activement la résistance et avoir subi de lourdes pertes lors de bombardements de septembre à novembre 1944, elle est libérée le 17 novembre 1944,.
Les deux communes de Corcelles et Gonvillars fusionnent avec Saulnot le 31 décembre 1972. Le rattachement de Gonvillars devient définitif le 1er mai 1997 par fusion simple tandis que Corcelles reste une commune associée.
En 2015, un projet d'implantation de seize éoliennes sur la commune et celle de Granges-le-Bourg suscite la polémique,. Des habitants riverains du site visé, créent une association d’opposition au projet. Le 27 juillet de la même année, 70 personnes bloquent le conseil municipal en signe de protestation. Le projet retenu après concertation conserve finalement neuf éoliennes avant d'être rejeté par la préfecture de la Haute-Saône en novembre 2020 à la suite de la découverte d'un nid de cigogne noire et en raison de la proximité paysagère de la chapelle Notre-Dame du Haut de Ronchamp inscrite au patrimoine mondial de l'UNESCO.
Une nouvelle mairie adaptée aux personnes à mobilité réduite ouvre en mars 2016, en face de la maison commune.

## Politique et administration

### Rattachements administratifs et électoraux

Carte départementale représentant en rouge la communauté de communes du pays d'Héricourt.

D'un point de vue administratif, Saulnot fait partie de l'arrondissement de Lure dans le département de la Haute-Saône, en région Bourgogne-Franche-Comté. Elle était historiquement rattachée depuis la Révolution française au canton d'Héricourt. Celui-ci a été scindé en 1985 et la commune rattachée au canton de Héricourt-Ouest jusqu'au redécoupage cantonal de 2014 en France. Elle est membre de la communauté de communes du pays d'Héricourt, intercommunalité créée au 1er janvier 2001.
D'un point de vue électoral, la commune fait partie du Canton d'Héricourt-2, et de la deuxième circonscription de la Haute-Saône.

### Tendances politiques et résultats
Au référendum sur le traité constitutionnel pour l'Europe du 29 mai 2005, le pourcentage d'habitants de Saulnot qui ont voté contre la Constitution européenne est de 59,26 %, soit légèrement plus que la moyenne nationale de 54,67 %.
À l'élection présidentielle française de 2007, le premier tour a vu se démarquer Nicolas Sarkozy (UMP) avec 33,20 % des votes et qui récolte 54,95 % au second tour contre 45,05 % pour Ségolène Royal (PS). À l'élection présidentielle française de 2012, c'est encore Nicolas Sarkozy qui arrive en tête du premier tour avec 26,65 % des suffrages exprimés, suivi de François Hollande (PS) qui totalise 22,31 %. Au second tour, Nicolas Sarkozy obtient 53,52 % des suffrages exprimés.
Lors de l'élection présidentielle française de 2017, le premier tour voit se démarquer Marine Le Pen (FN) avec 38,79 %. Au second tour, cette dernière récolte 59,52 % des votes contre 40,48 % pour Emmanuel Macron (EM) qui remporte l'élection à l'échelle nationale.

### Administration municipale
Le nombre d'habitants au dernier recensement étant compris entre 500 et 1 499, le nombre de membres du conseil municipal est de 15 ; il n'y a pas de groupe d’opposition. Corcelles étant une commune associée elle est représentée par un maire délégué (Gilles Goszka).

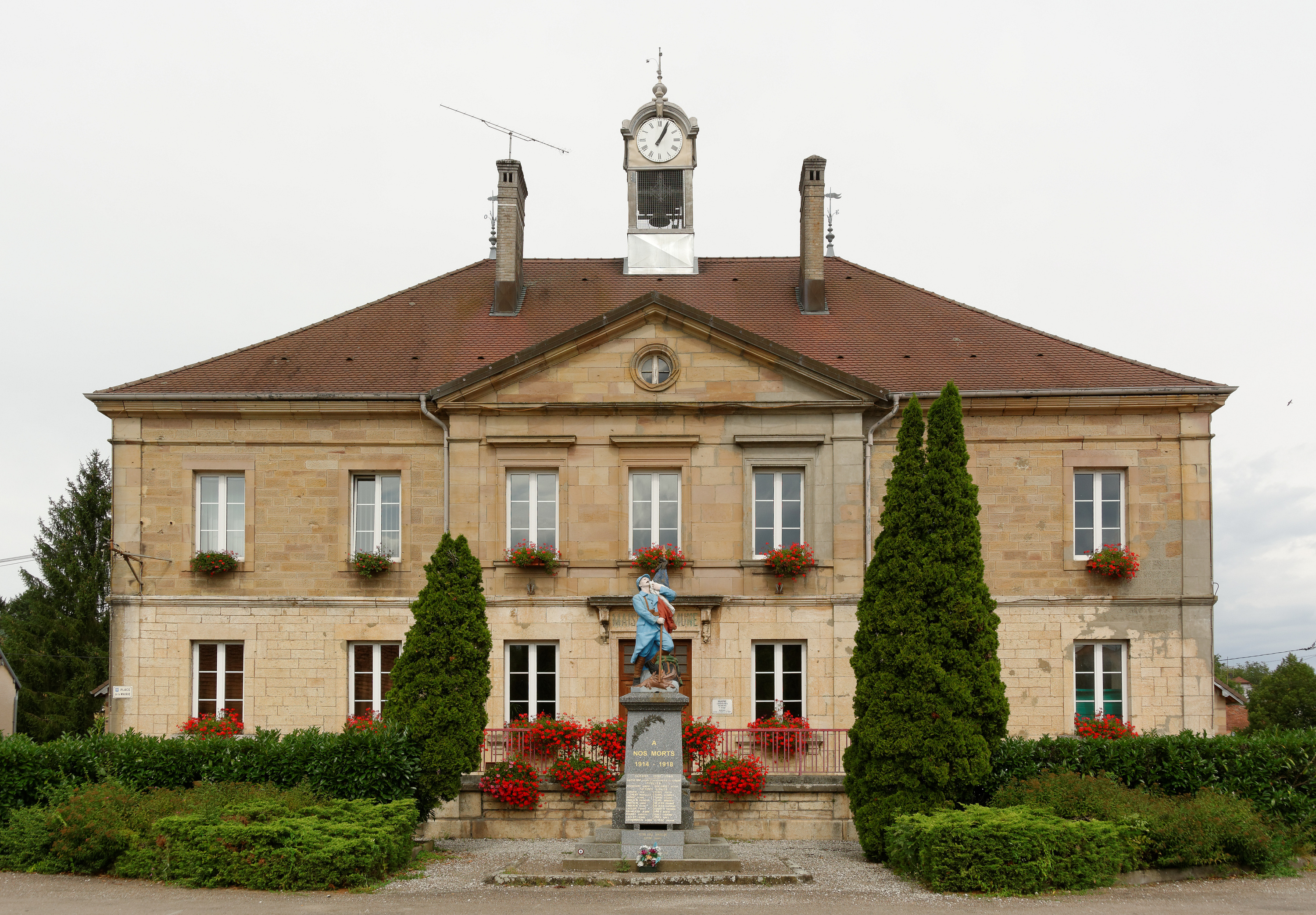
La mairie historique.
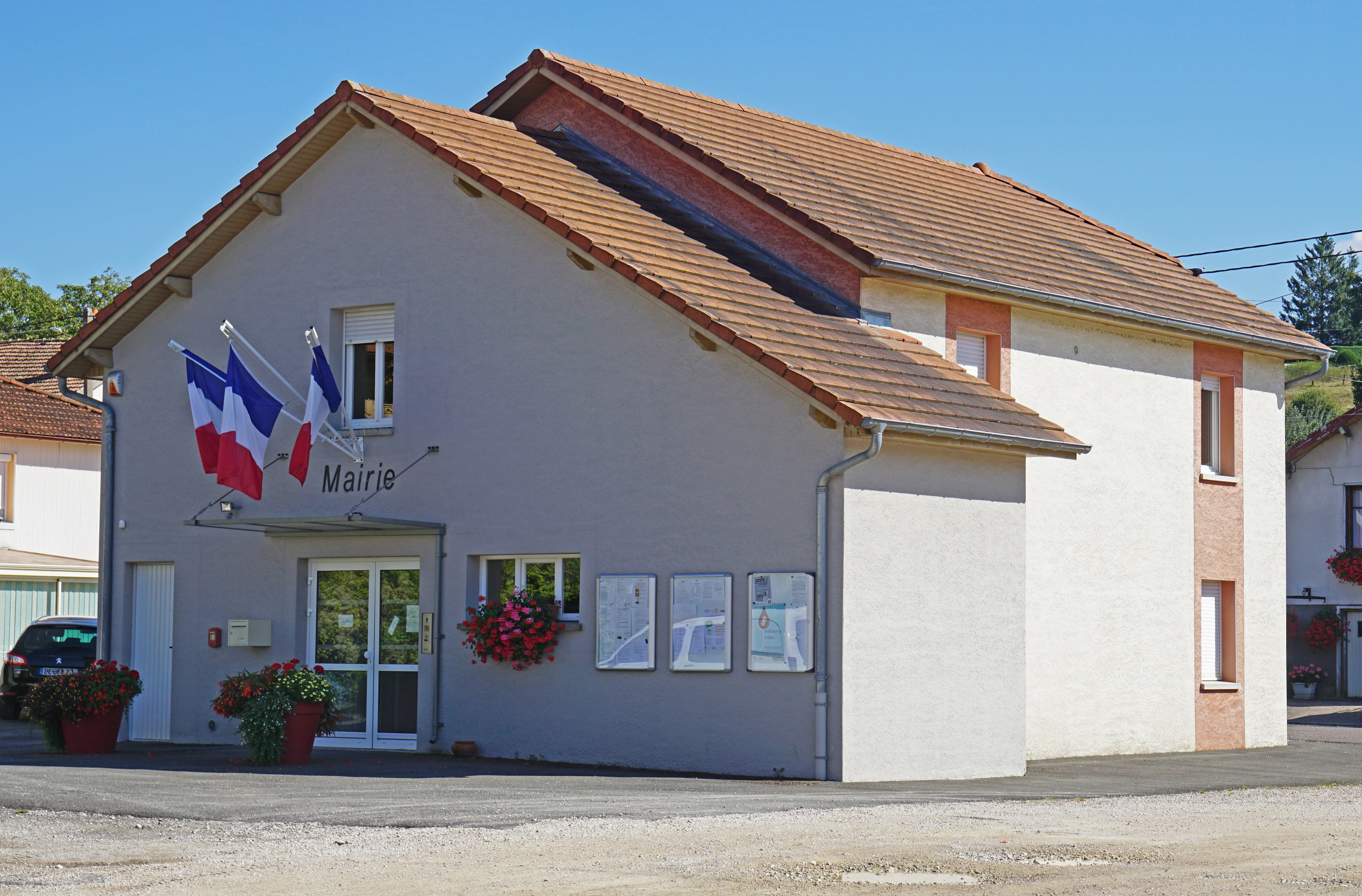
La nouvelle mairie.

### Liste des maires
| Période                                  | Période                   | Identité              | Étiquette | Qualité                                                    |
| ---------------------------------------- | ------------------------- | --------------------- | --------- | ---------------------------------------------------------- |
| Les données manquantes sont à compléter. |                           |                       |           |                                                            |
|                                          | mars 2001                 | Daniel Hergott        | DVG       |                                                            |
| mars 2001                                | mai 2020                  | Christian Gaussin     | DVG       | Ouvrier Vice-président de la CC Pays d'Héricourt (2014 → ) |
| mai 2020                                 | En cours (au 28 mai 2020) | Jean-François Ribière |           |                                                            |

### Finances locales
En 2015, les finances communales était constituées ainsi :
- total des produits de fonctionnement : 669 000 €, soit 820 € par habitant ;
- total des charges de fonctionnement : 574 000 €, soit 703 € par habitant ;
- total des ressources d’investissement : 320 000 €, soit 392 € par habitant ;
- total des emplois d’investissement : 225 000 €, soit 276 € par habitant ;
- endettement : 380 000 €, soit 446 € par habitant.

Avec les taux de fiscalité suivants :
- taxe d'habitation : 4,34 % ;
- taxe foncière sur le bâti : 9,04 % ;
- taxe foncière sur les propriétés non bâties : 27,23 % ;
- taxe additionnelle à la taxe foncière sur les propriétés non bâties : 0,00 % ;
- cotisation foncière des entreprises : 0,00 %.

### Politique environnementale

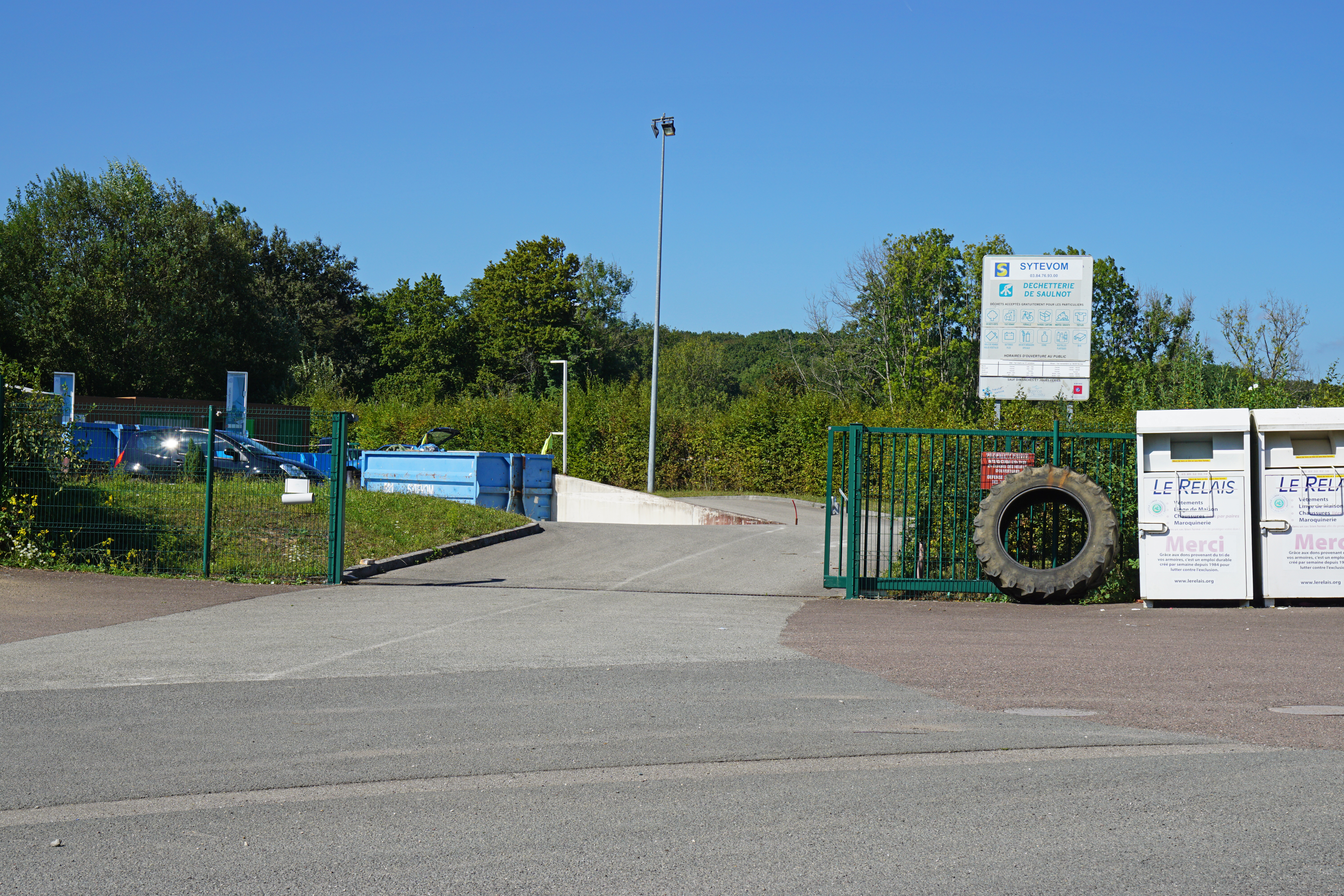
La déchèterie de Saulnot.

Une chaufferie « bois énergie » permettant de chauffer divers bâtiments communaux (mairie, logements et entreprises) est mise en service en 2000. Les 800 m3 de plaquettes utilisées chaque année pour alimenter la chaufferie sont en majorité d'origine locale afin de réduire les coûts et de privilégier les circuits courts. Saulnot possède également une déchèterie gérée par le Syndicat mixte à vocation unique pour le transfert, l'élimination et la valorisation des ordures ménagères (SYTEVOM).
La commune est l'une des communes concernées par le plan de protection de l'atmosphère (PPA) de l'aire urbaine Belfort-Montbéliard-Héricourt-Delle.

### Instances administratives et judiciaires
La commune de Saulnot dépend du tribunal judiciaire de Vesoul, du tribunal de proximité de Lure, du tribunal de commerce de Vesoul-Gray, du tribunal paritaire des baux ruraux de Lure, du tribunal des affaires de Sécurité sociale du Territoire de Belfort, du conseil de prud'hommes de Lure et de la cour d'assises de la Haute-Saône et du Territoire de Belfort. De plus, la commune dépend du tribunal administratif et de la cour d'appel de Besançon ainsi que de la cour administrative d'appel de Nancy,.

### Jumelages
Au 9 septembre 2016, Saulnot n'est jumelée à aucune commune.

## Population et société

### Démographie

#### Évolution démographique
L'évolution du nombre d'habitants est connue à travers les recensements de la population effectués dans la commune depuis 1793. Pour les communes de moins de 10 000 habitants, une enquête de recensement portant sur toute la population est réalisée tous les cinq ans, les populations de référence des années intermédiaires étant quant à elles estimées par interpolation ou extrapolation. Pour la commune, le premier recensement exhaustif entrant dans le cadre du nouveau dispositif a été réalisé en 2004.

En 2022, la commune comptait 766 habitants, en évolution de +3,65 % par rapport à 2016 (Haute-Saône : −1,4 %, France hors Mayotte : +2,11 %).
| 1793 | 1800 | 1806 | 1821 | 1831 | 1836  | 1841 | 1846  | 1851 |
| ---- | ---- | ---- | ---- | ---- | ----- | ---- | ----- | ---- |
| 616  | 688  | 649  | 738  | 972  | 1 003 | 988  | 1 031 | 978  |

| 1856 | 1861 | 1866 | 1872 | 1876 | 1881 | 1886 | 1891 | 1896 |
| ---- | ---- | ---- | ---- | ---- | ---- | ---- | ---- | ---- |
| 794  | 800  | 740  | 694  | 710  | 684  | 674  | 646  | 604  |

| 1901 | 1906 | 1911 | 1921 | 1926 | 1931 | 1936 | 1946 | 1954 |
| ---- | ---- | ---- | ---- | ---- | ---- | ---- | ---- | ---- |
| 537  | 556  | 513  | 426  | 375  | 355  | 357  | 329  | 387  |

| 1962 | 1968 | 1975 | 1982 | 1990 | 1999 | 2004 | 2006 | 2009 |
| ---- | ---- | ---- | ---- | ---- | ---- | ---- | ---- | ---- |
| 394  | 400  | 554  | 707  | 704  | 709  | 694  | 686  | 783  |

| 2014 | 2019 | 2022 | - | - | - | - | - | - |
| ---- | ---- | ---- | - | - | - | - | - | - |
| 759  | 773  | 766  | - | - | - | - | - | - |

#### Pyramide des âges
En 2018, le taux de personnes d'un âge inférieur à 30 ans s'élève à 31,8 %, soit au-dessus de la moyenne départementale (31,7 %). À l'inverse, le taux de personnes d'âge supérieur à 60 ans est de 30,8 % la même année, alors qu'il est de 29,7 % au niveau départemental.
En 2018, la commune comptait 396 hommes pour 366 femmes, soit un taux de 51,97 % d'hommes, largement supérieur au taux départemental (49,23 %).
Les pyramides des âges de la commune et du département s'établissent comme suit.
| Hommes | Classe d’âge | Femmes |
| ------ | ------------ | ------ |
| 0,7    | 90 ou +      | 0,8    |
| 7,2    | 75-89 ans    | 8,9    |
| 22,4   | 60-74 ans    | 21,6   |
| 19,4   | 45-59 ans    | 22,9   |
| 15,2   | 30-44 ans    | 17,5   |
| 12,9   | 15-29 ans    | 12,4   |
| 22,1   | 0-14 ans     | 15,9   |

| Hommes | Classe d’âge | Femmes |
| ------ | ------------ | ------ |
| 0,7    | 90 ou +      | 1,9    |
| 8      | 75-89 ans    | 10,6   |
| 19,9   | 60-74 ans    | 20,4   |
| 21,4   | 45-59 ans    | 20,8   |
| 17,2   | 30-44 ans    | 16,7   |
| 15,3   | 15-29 ans    | 13,5   |
| 17,5   | 0-14 ans     | 16,1   |

### Enseignement
La commune dépend de l'académie de Besançon.

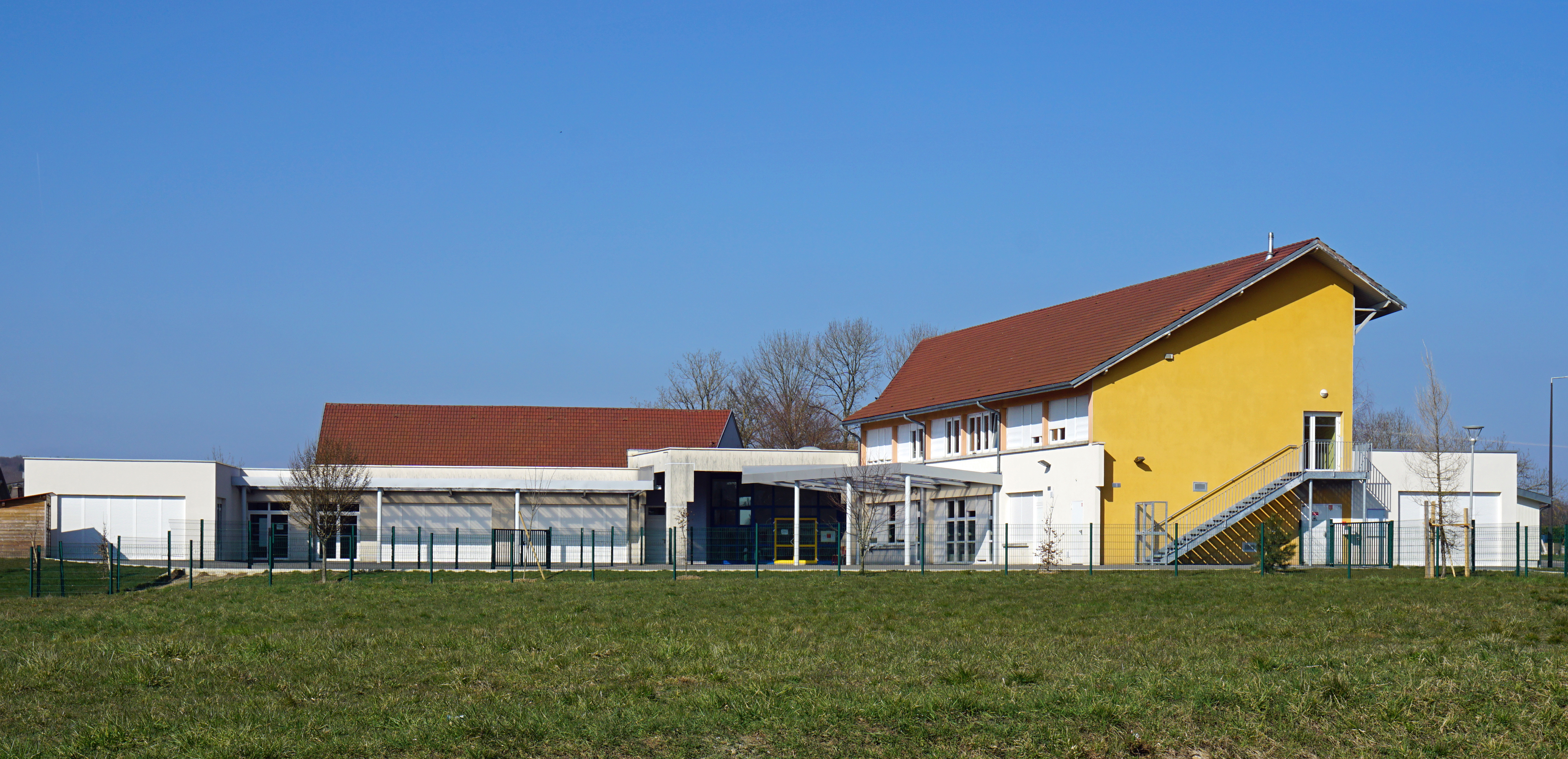
Le Pôle éducatif de la Roselière.

Saulnot possède un pôle éducatif constitué d'une école maternelle et d'une école élémentaire communales regroupant 147 élèves en 2016-2017.
Pour la scolarisation des collégiens et lycéens, les établissements d'Héricourt sont les plus proches.
En ce qui concerne les études supérieures, les établissements les plus proches sont situés dans l'aire urbaine de Belfort-Montbéliard.

### Santé
Les services hospitaliers sont assurés par l'hôpital Nord Franche-Comté, ex- centre hospitalier de Belfort-Montbéliard, situé à  mi-chemin entre les deux villes, à Trévenans.
Saulnot accueille également deux médecins généralistes et une pharmacie.

### Services et équipements publics

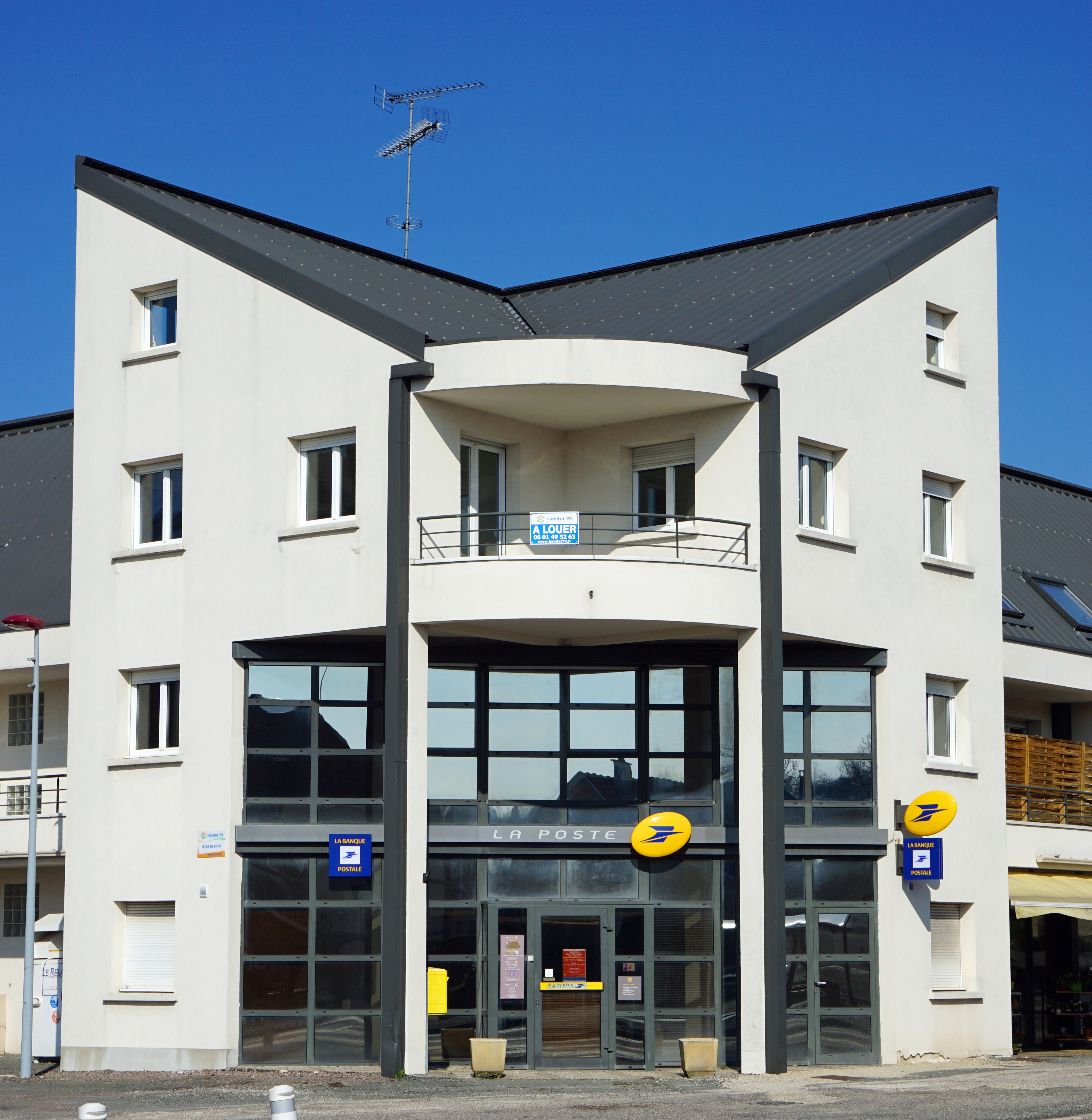
Le bureau de poste.

Les services publics comprennent une salle des fêtes, un bureau de poste (agence postale communale), un Espace France Services et une caserne de pompiers.
Les autres services publics sont disponibles à Héricourt et Lure, où l'on trouve notamment les services sociaux locaux du conseil départemental et une de ses antennes techniques routières, Pôle emploi, EDF, les services fiscaux et cadastraux, une brigade territoriale de gendarmerie et un tribunal d'instance.

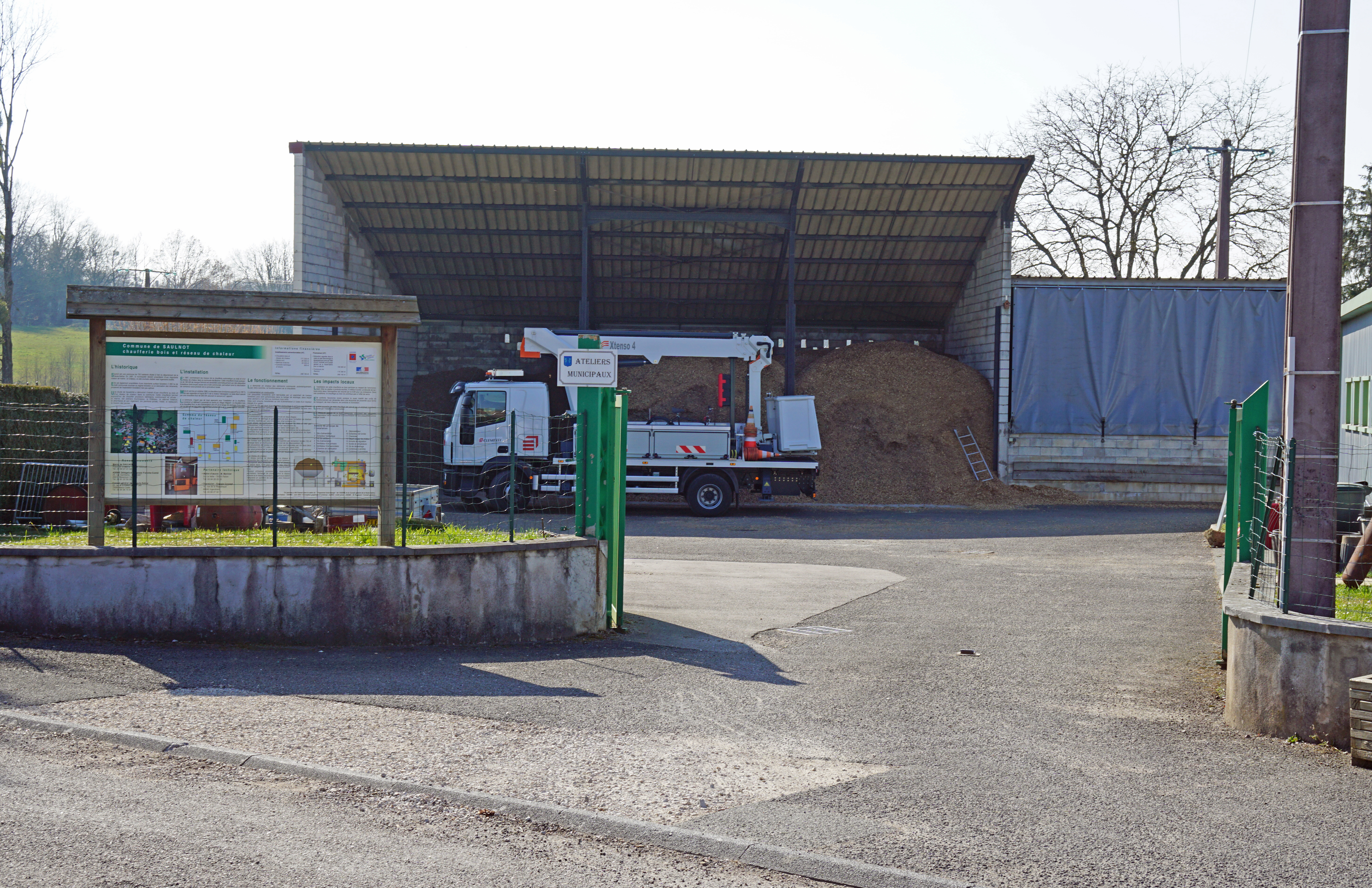
Les ateliers municipaux.
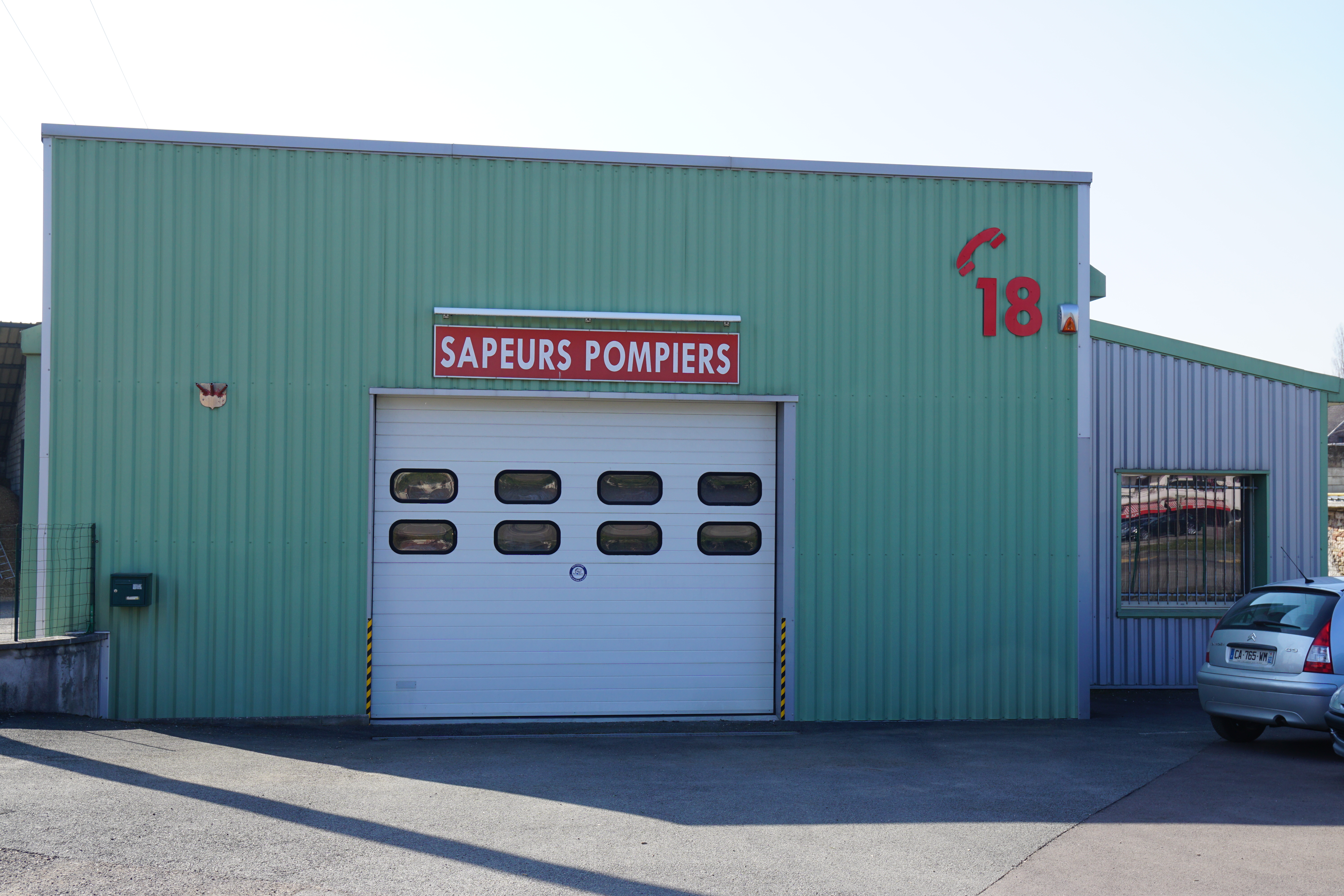
La caserne des pompiers.

### Sports
La commune franc-comtoise dispose d'un terrain de football, d'un court de tennis, d'une salle de sport, d'un plateau d'Éducation physique et sportive (EPS) et d'un terrain de paintball.

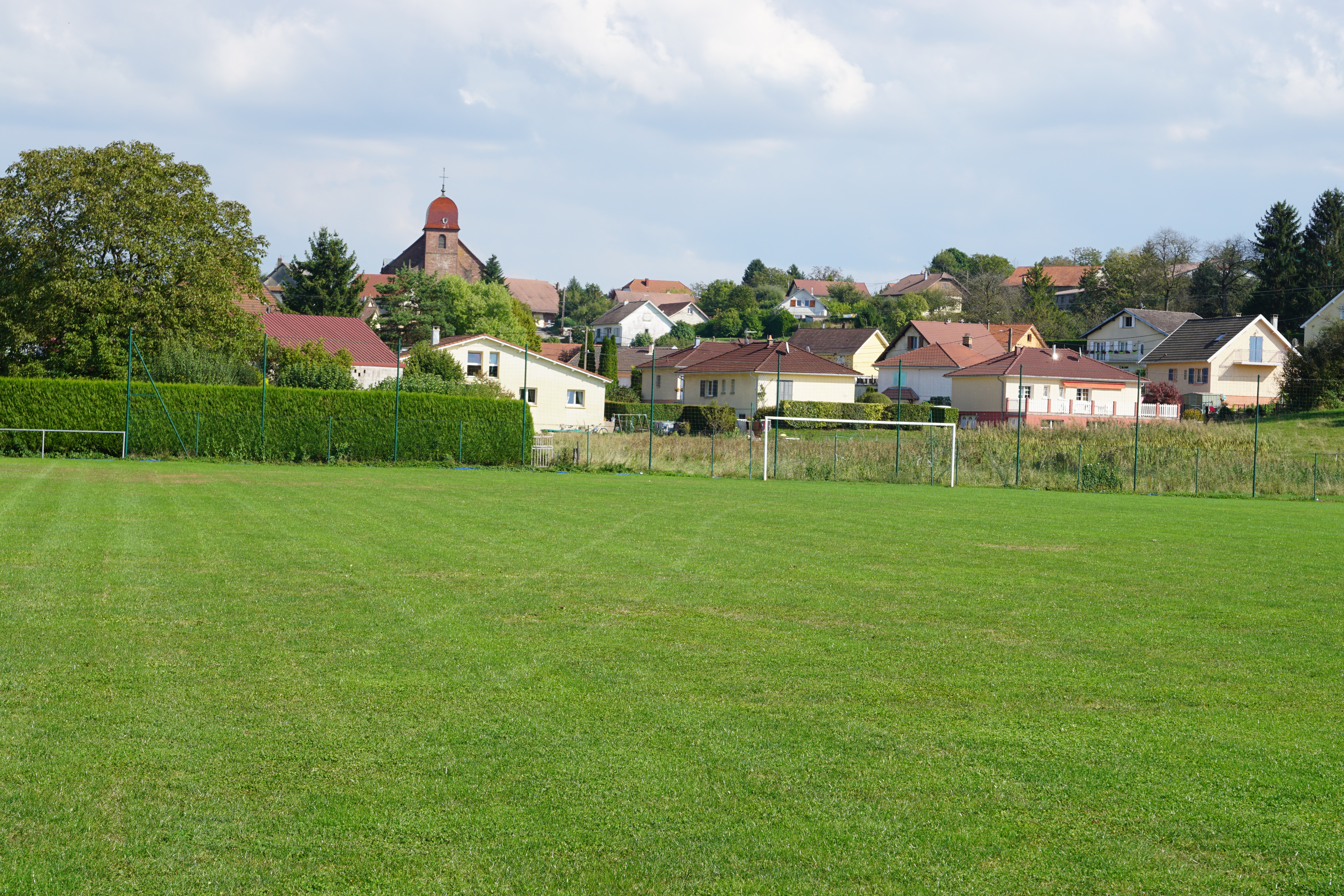
Le terrain de football.
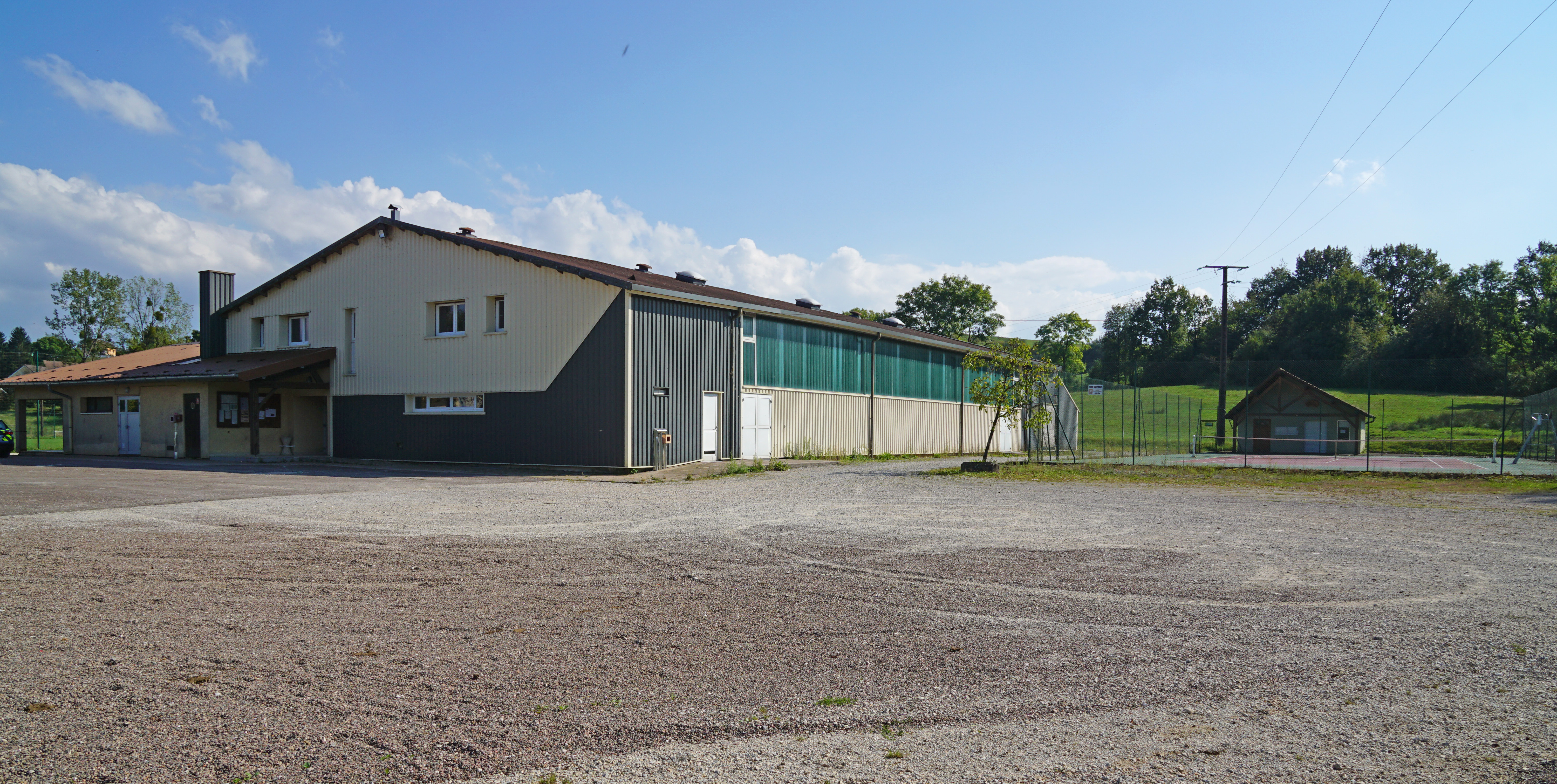
La salle polyvalente/gymnase.
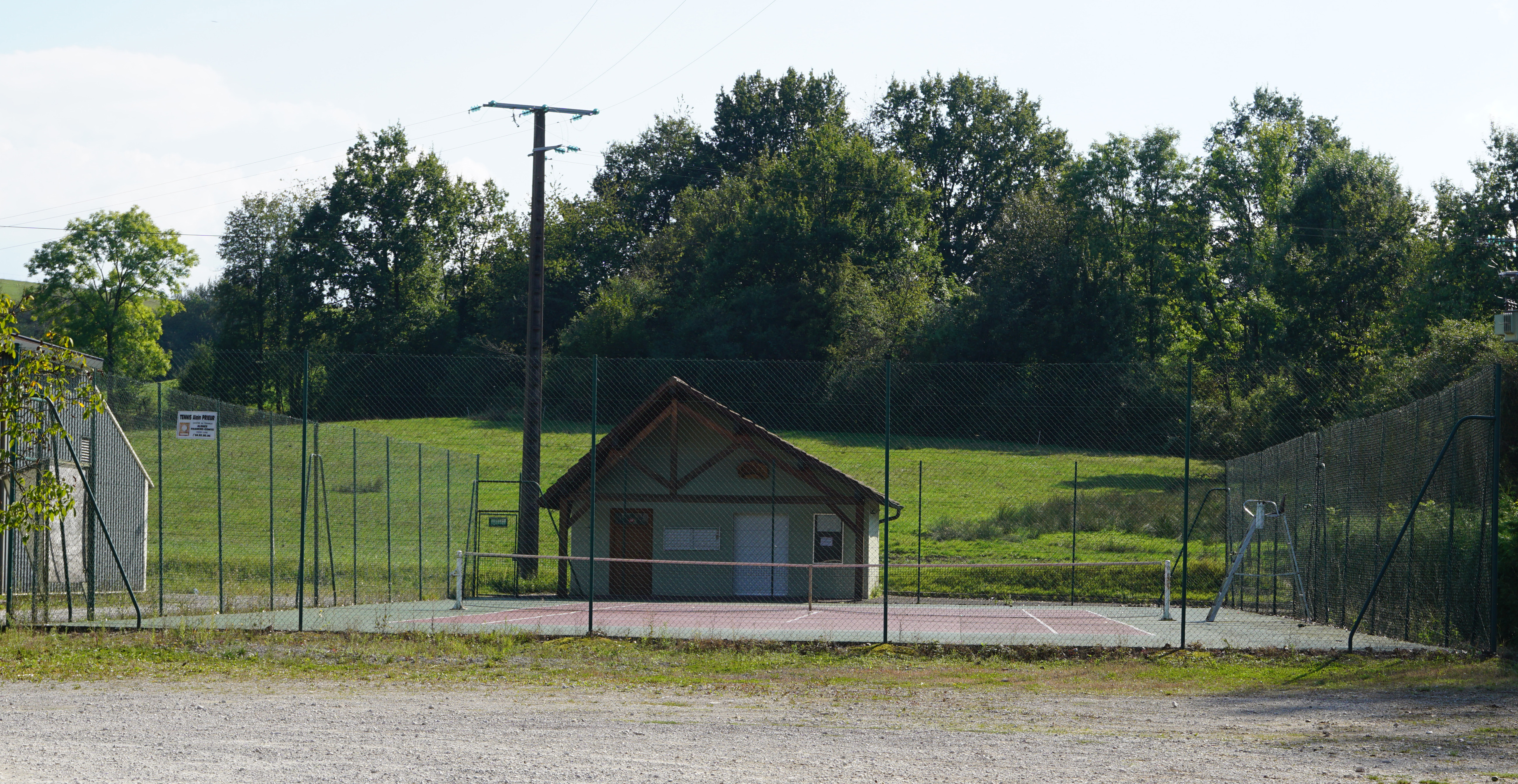
Le court de tennis.

### Médias
La presse écrite est représentée par le quotidien régional L'Est républicain ainsi que par le journal hebdomadaire Les Affiches de la Haute-Saône.
Le territoire de la commune est couvert par les programmes de France 3 Franche-Comté.

### Cultes
Saulnot est le chef-lieu de la paroisse de Sainte-Lucie, faisant ainsi partie du doyenné d'Héricourt, lequel dépend du diocèse de Belfort-Montbéliard. Saulnot possède un lieu de culte catholique : l'église de la Décollation-de-Saint-Jean-Baptiste.

L'église de Saulnot.
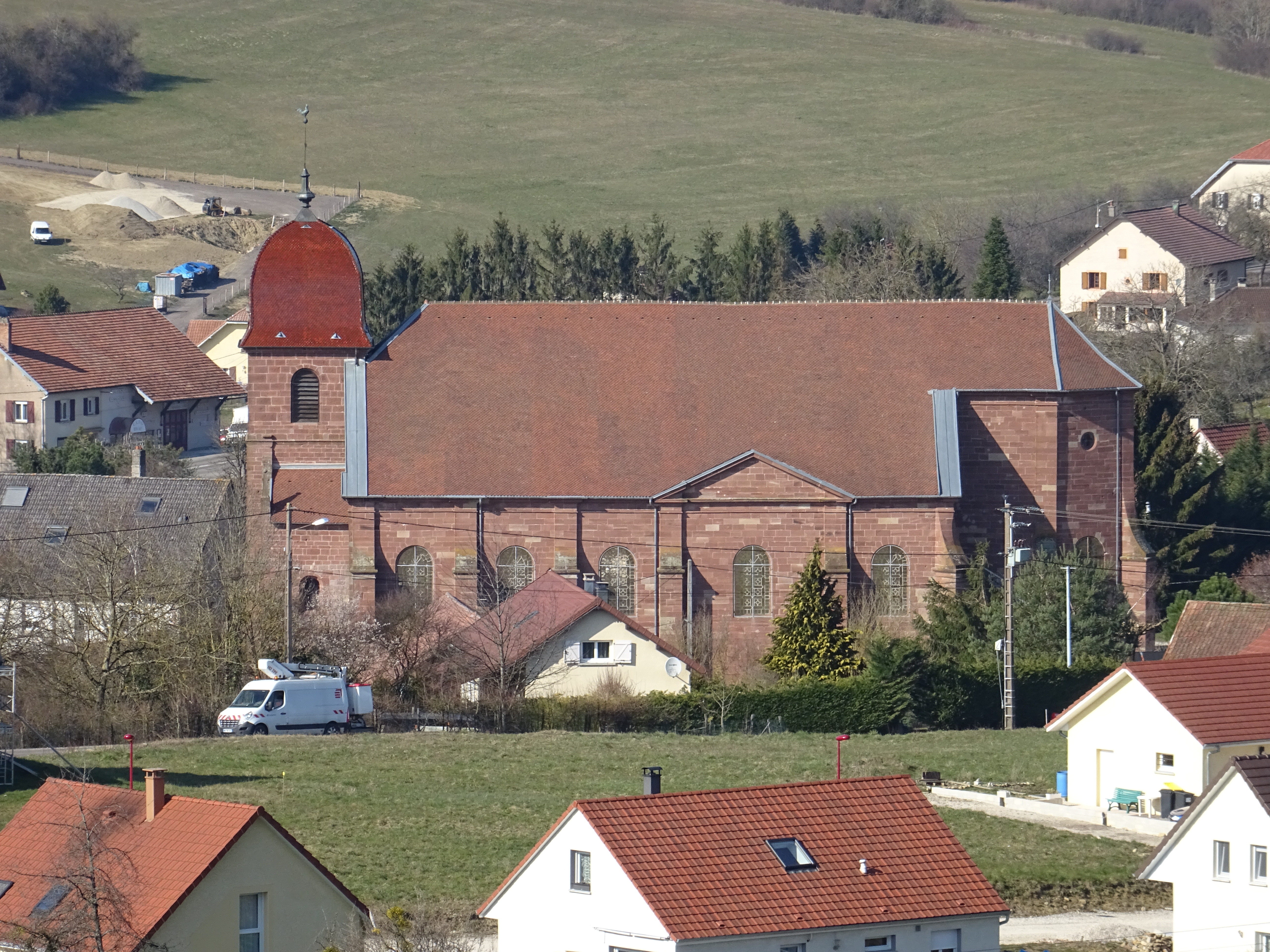
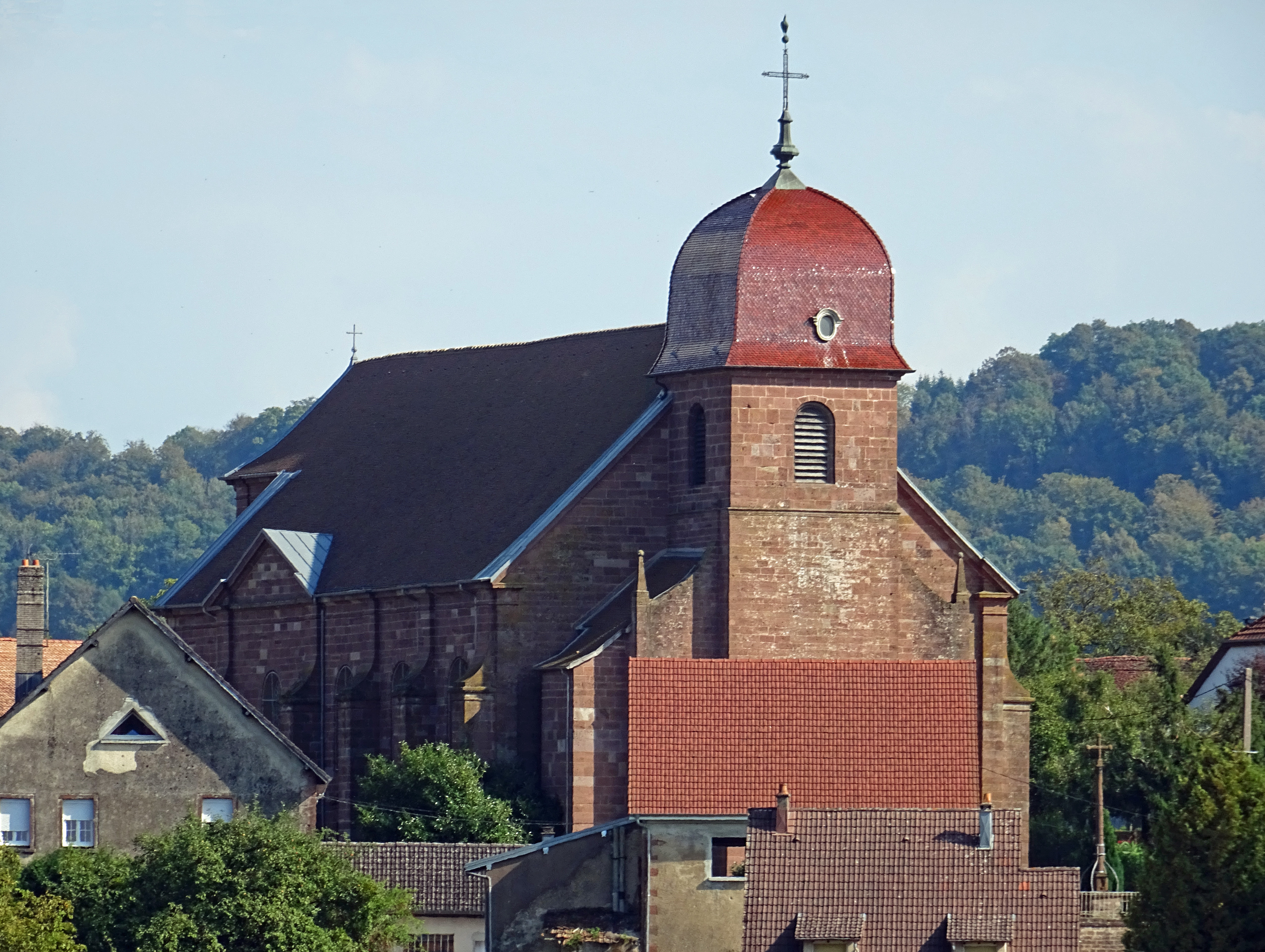
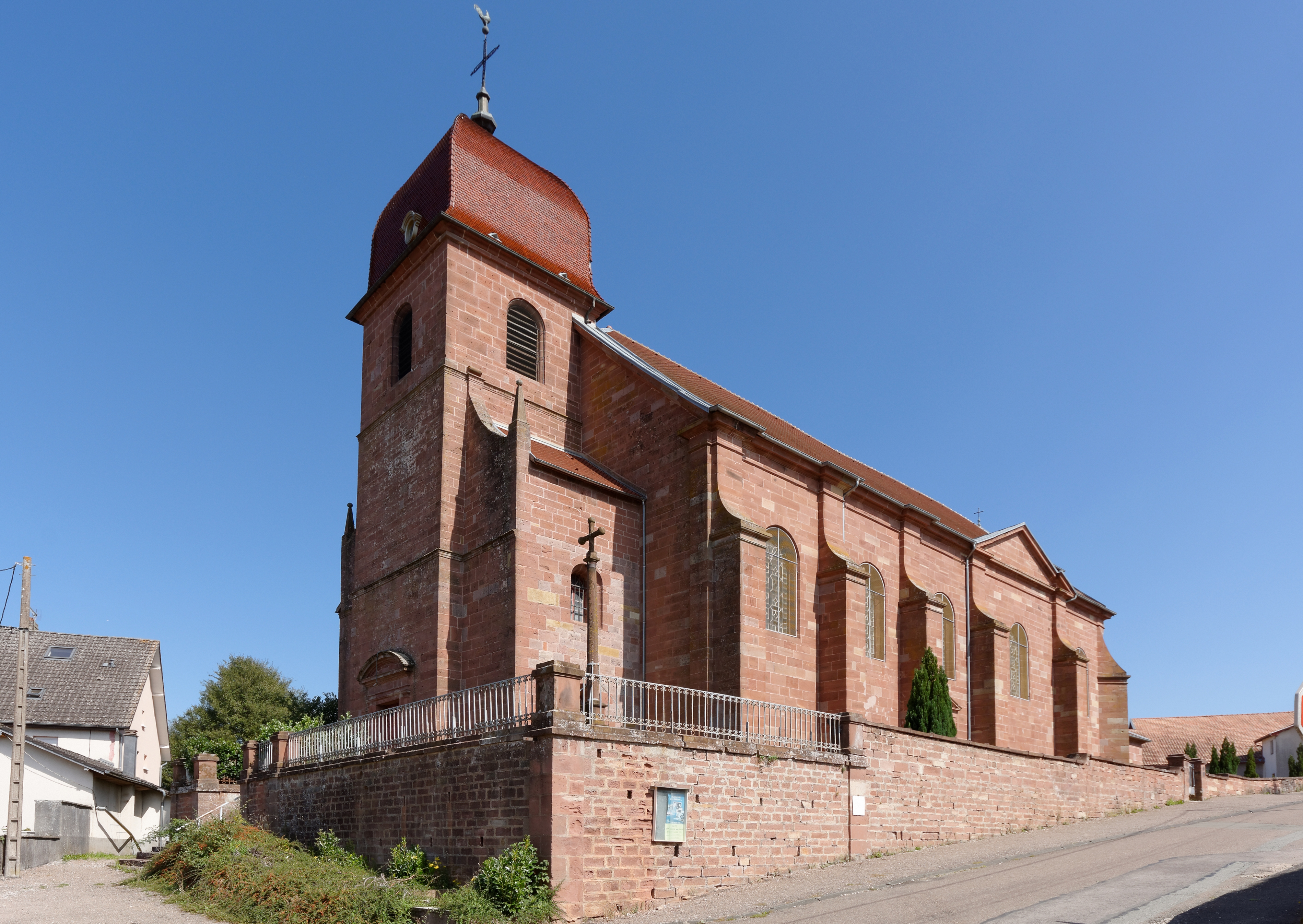
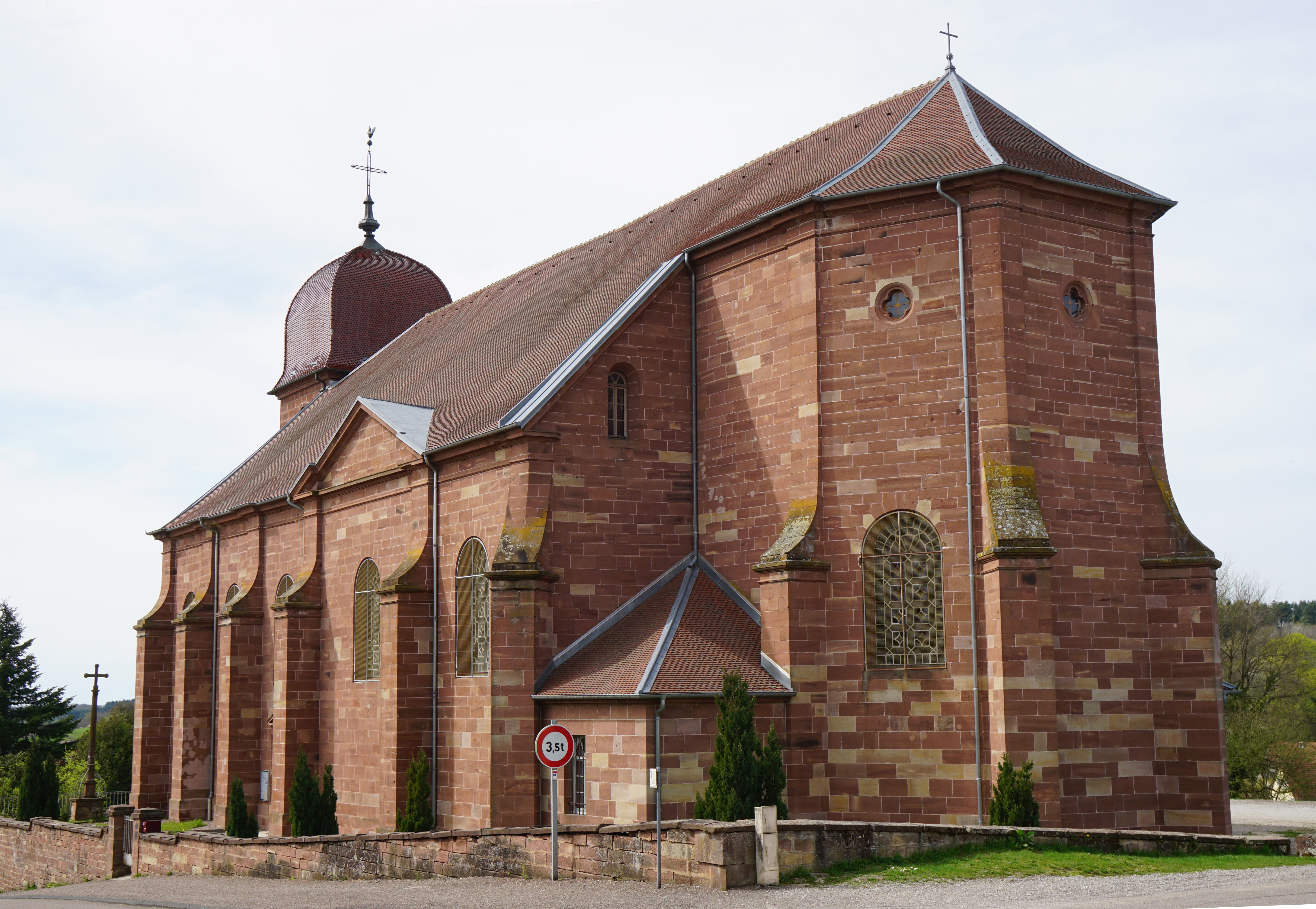

Concernant d'autres religions, les lieux de cultes les plus proches sont l'église luthérienne Saint-Christophe pour les protestants, la synagogue de Belfort pour les juifs et la mosquée d'Héricourt pour les musulmans.

## Économie

### Revenus de la population et fiscalité
En 2016, la commune compte 319 foyers fiscaux. Le revenu fiscal médian par ménage était alors de 19 690 € ce qui est plus ou moins équivalent à la moyenne départementale de 19 747 €.

### Emploi
En 2016, la population âgée de 15 à 64 ans s'élevait à 457 personnes, parmi lesquelles on comptait 72,8 % d'actifs dont 67,5 % ayant un emploi et 5,3 % de chômeurs contre 7,8 % en 2011.
On comptait 196 emplois dans la zone d'emploi, chiffre en baisse par rapport à 2011. Le nombre d'actifs ayant un emploi résidant dans la zone d'emploi étant de 309, l'indicateur de concentration d'emploi est de 63,4.
Le taux d'activité parmi les 15 ans ou plus a atteint 55,2 % en 2016.

### Entreprises et secteurs d'activité
L'activité communale est essentiellement orientée vers l'agriculture (élevages de bovins à lait et à viande) et l'exploitation forestière. Au 31 décembre 2015, Saulnot comptait 65 établissements dont 14 dans l'agriculture, 7 dans l'industrie, 12 dans la construction, 26 dans le commerce-transports-services divers et 6 relatifs au secteur administratif. En 2018, aucun entreprise n'a été créée à Saulnot. La commune possède une zone d'activité (ZA) dite « des Champs Piots », dont tous les terrains disponibles (représentant une surface de 45 000 m2) sont occupés. Une carrière (dite « de Courmont ») est exploitée au nord du territoire communal jusqu'en dans les années 2010 pour produire des granulats, elle est désaffectée en 2020.

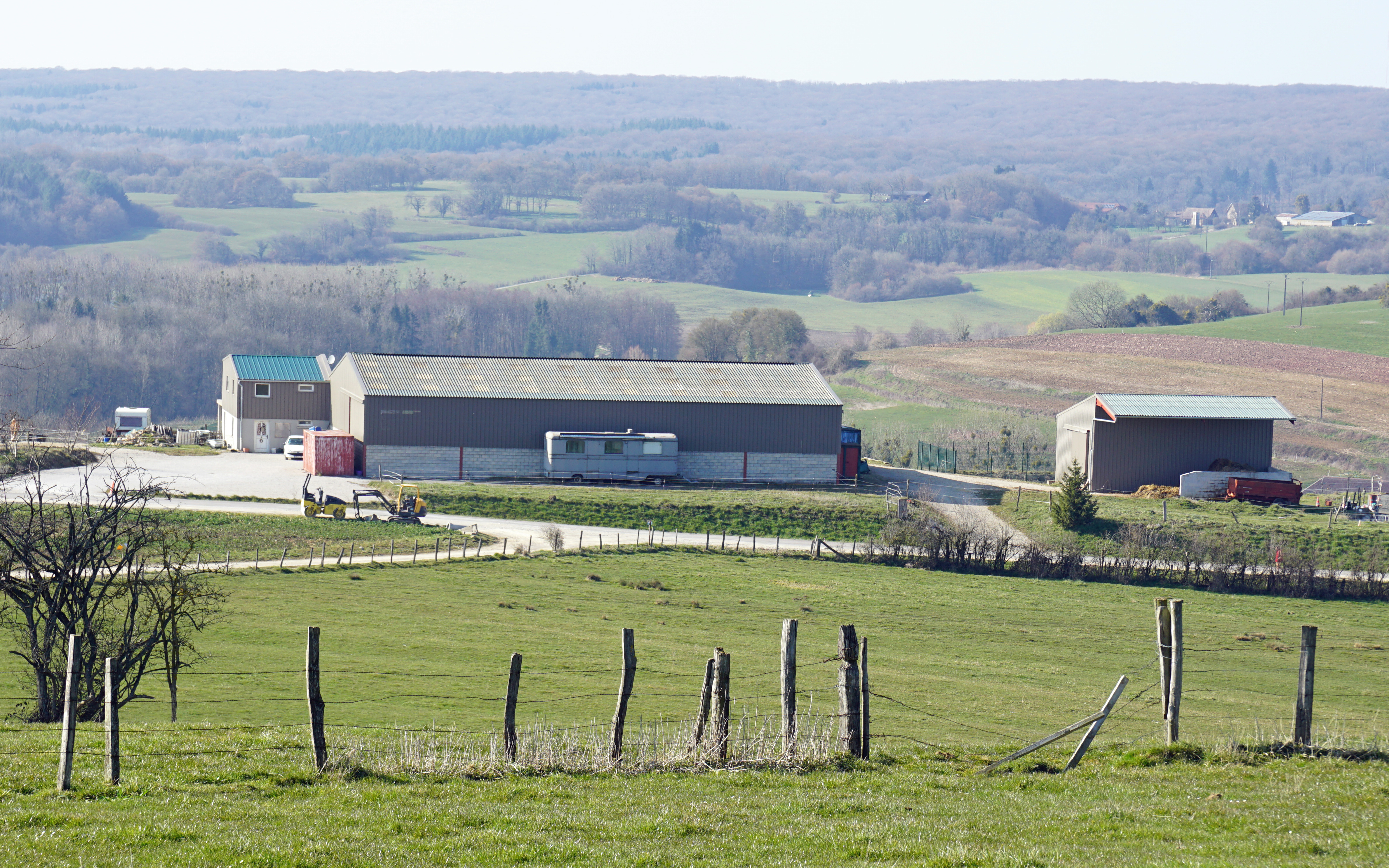
Une exploitation agricole.
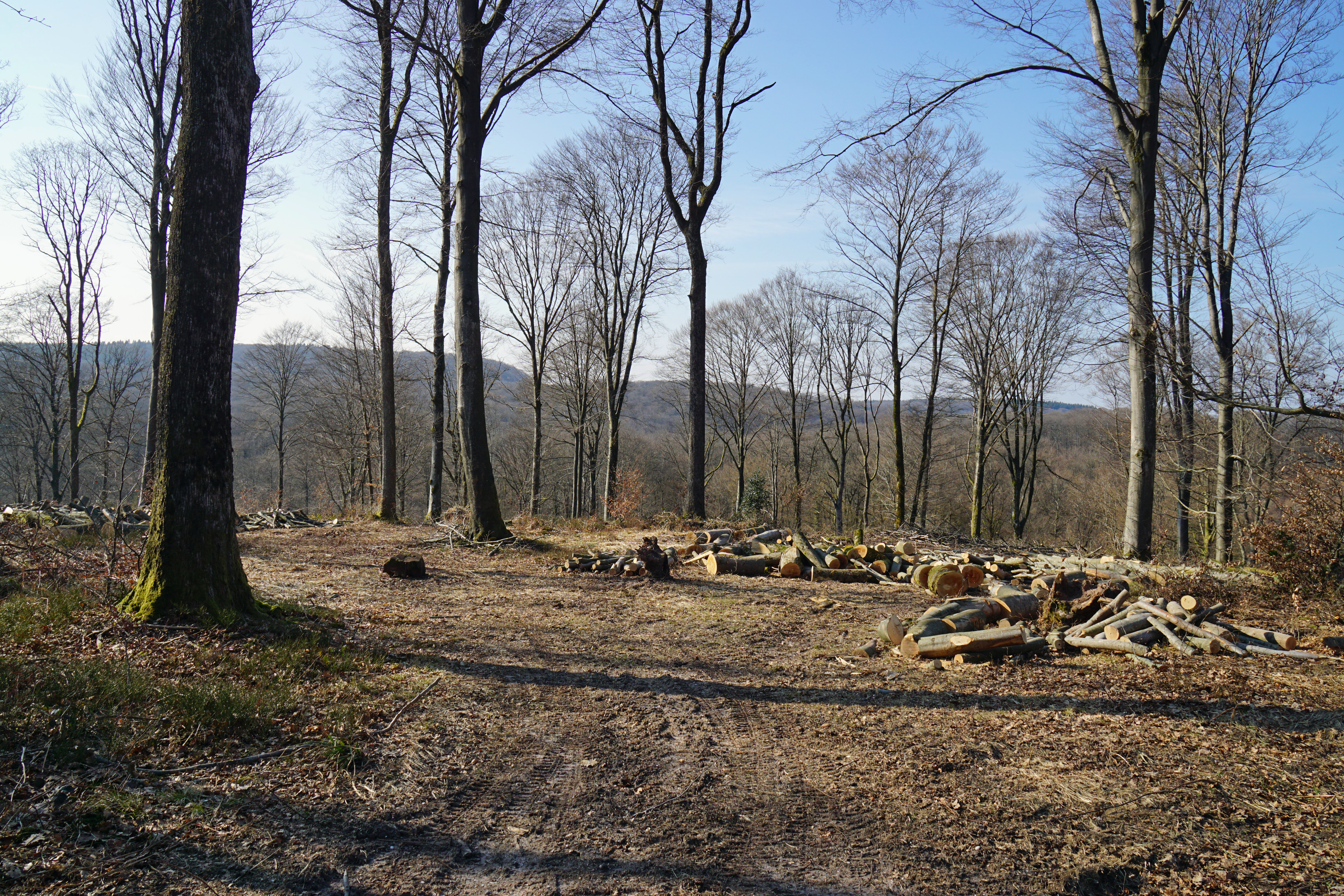
Une exploitation forestière.
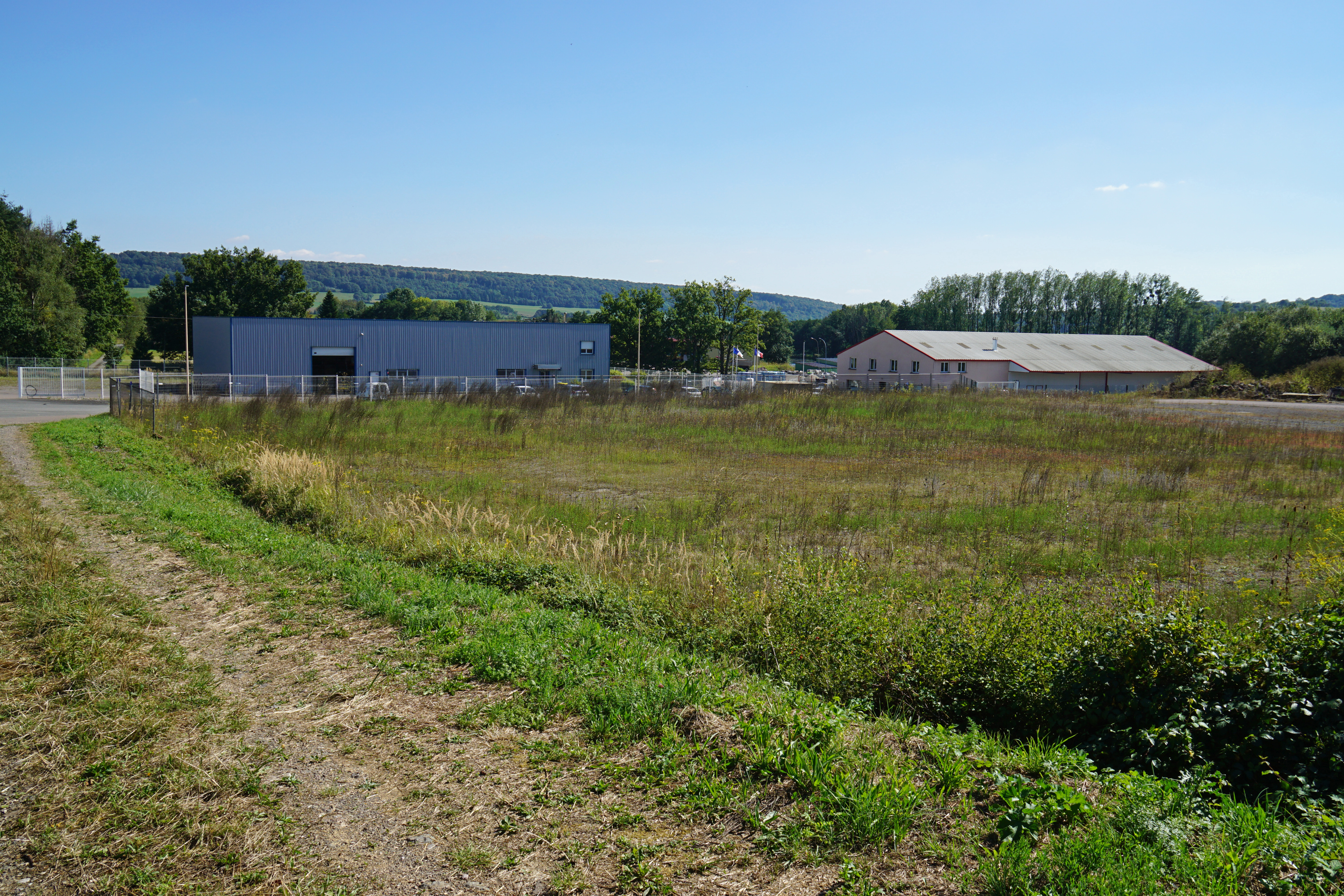
ZA des Champs Piots.
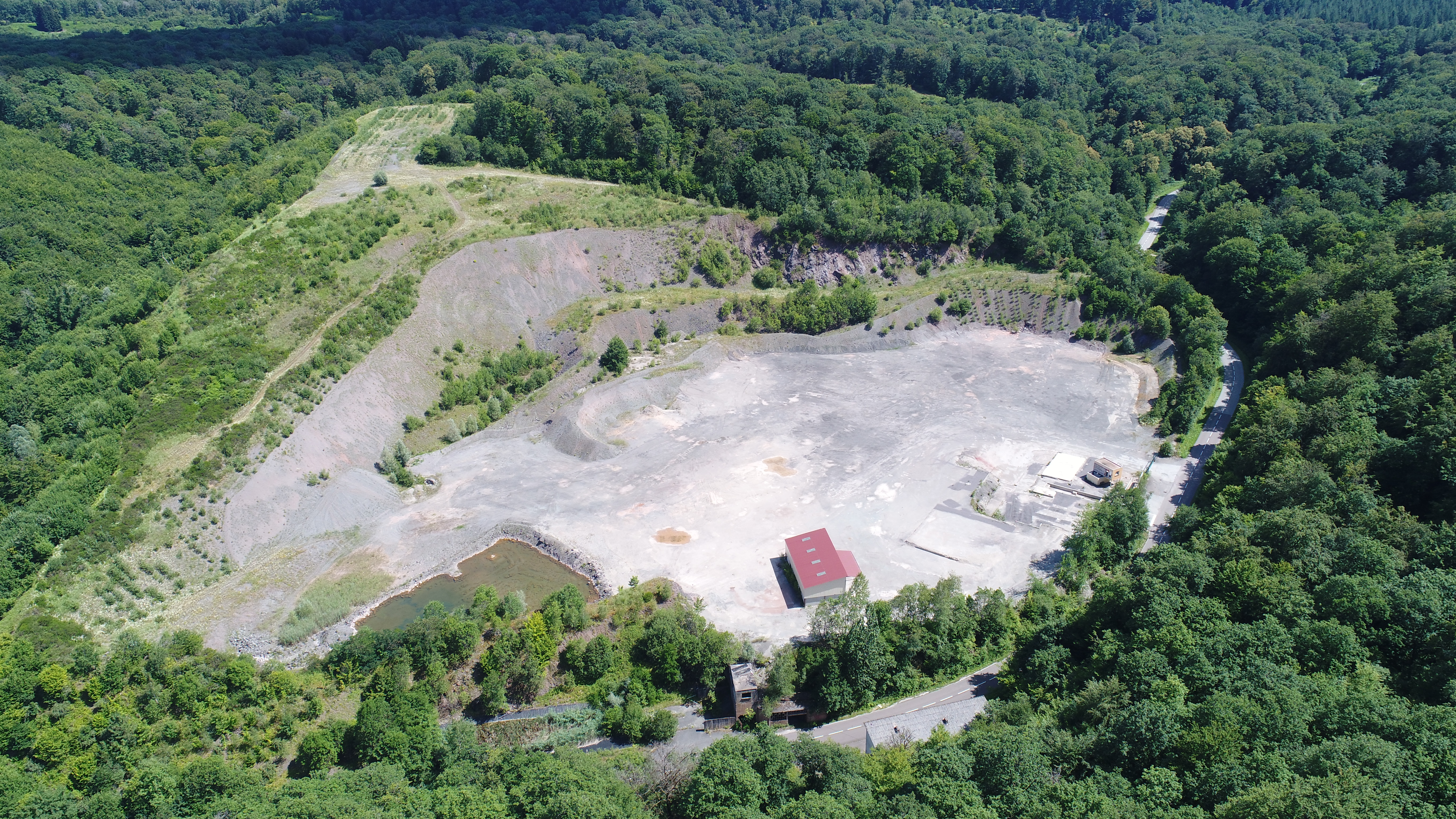
L'ancienne carrière.

Le village dépend économiquement de l'agglomération d'Héricourt-Belfort-Montbéliard (plus de 35 % de la population travaille dans ces deux dernières villes en 2004). Ce pôle offre de nombreux emplois ; il est rapidement accessibles via un réseau routier dense.

## Culture locale et patrimoine

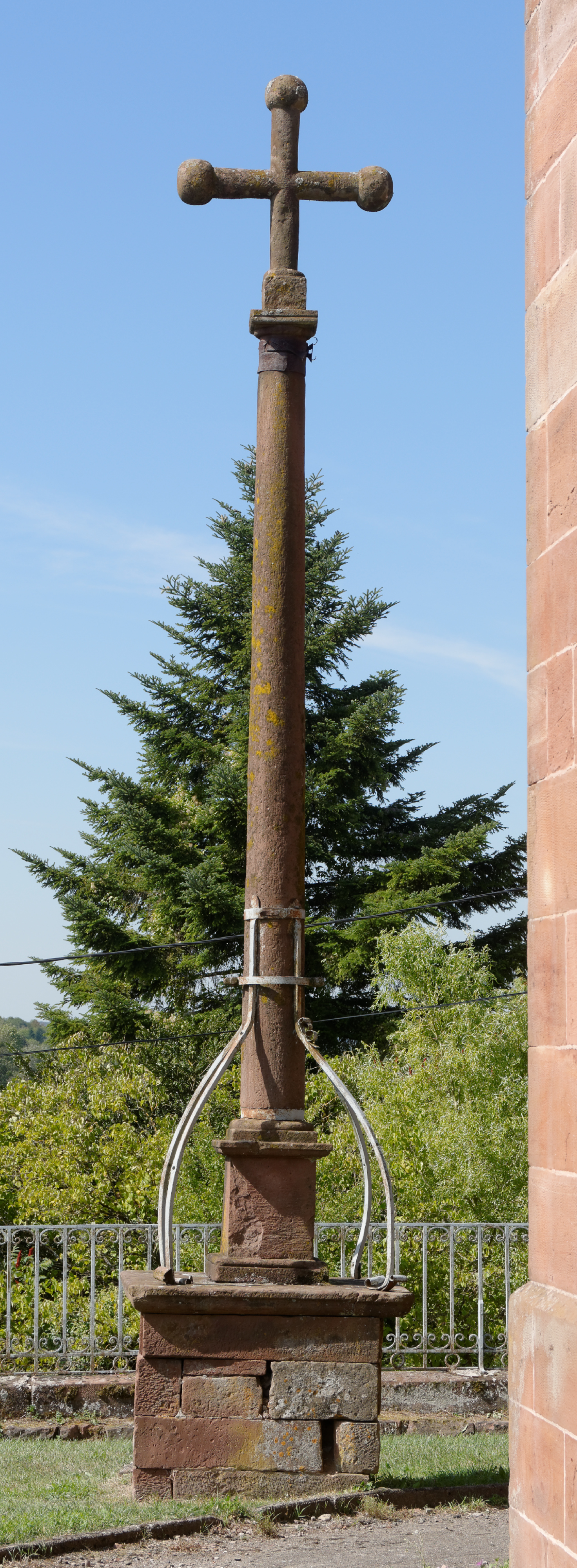
Croix de Saulnot datée de 1723.

Localisation des lieux patrimoniaux :
: l'église et sa croix ;
: le lavoir ;
: square Heinrich Schickhardt, ancienne mairie, monument aux morts ;
: houillères de Corcelles et puits ouvert ;
: grotte de la Baume.

### Patrimoine religieux
Le principal monument situé sur la commune est l'église paroissiale. Ce lieu de culte, reconstruit en 1946 mais conservant son clocher comtois d'origine (XVIIIe siècle), présente à ses pieds deux tombes dont celle du dernier seigneur de Saulnot (Georges Janneot). L'église de Saulnot abrite, entre autres, un bénitier quadrangulaire daté des XIIe et XIIIe siècles. À l'intérieur de cet édifice, se trouvent en outre cinq éléments mobiliers classés : une clôture de chœur en fer forgé de la fin du XVIIIe siècle inscrite le 5 décembre 2005 ; un ostensoir de 1768 ; deux calices, l'un de 1706, l'autre de 1779 ; ainsi que le pyxide des malades-chrismatoire du milieu du XVIIIe siècle. Ces quatre derniers éléments ont tous été classés le 7 mai 1971.

### Autres lieux et monuments
Divers monuments notables existent : les vestiges d'une maison forte, une maison datée du XVIIIe siècle ainsi qu'une fontaine et un lavoir en grès de la même époque. Il existe quelques sites géologiques comme la grotte de la Baume et les vestiges miniers, dont un puits ouvert sur une dizaine de mètres,. Un monument aux morts surmonté d'un poilu rend hommage aux soldats morts lors de la Première Guerre mondiale, une plaque est ajoutée pour les victimes de la Seconde Guerre mondiale.

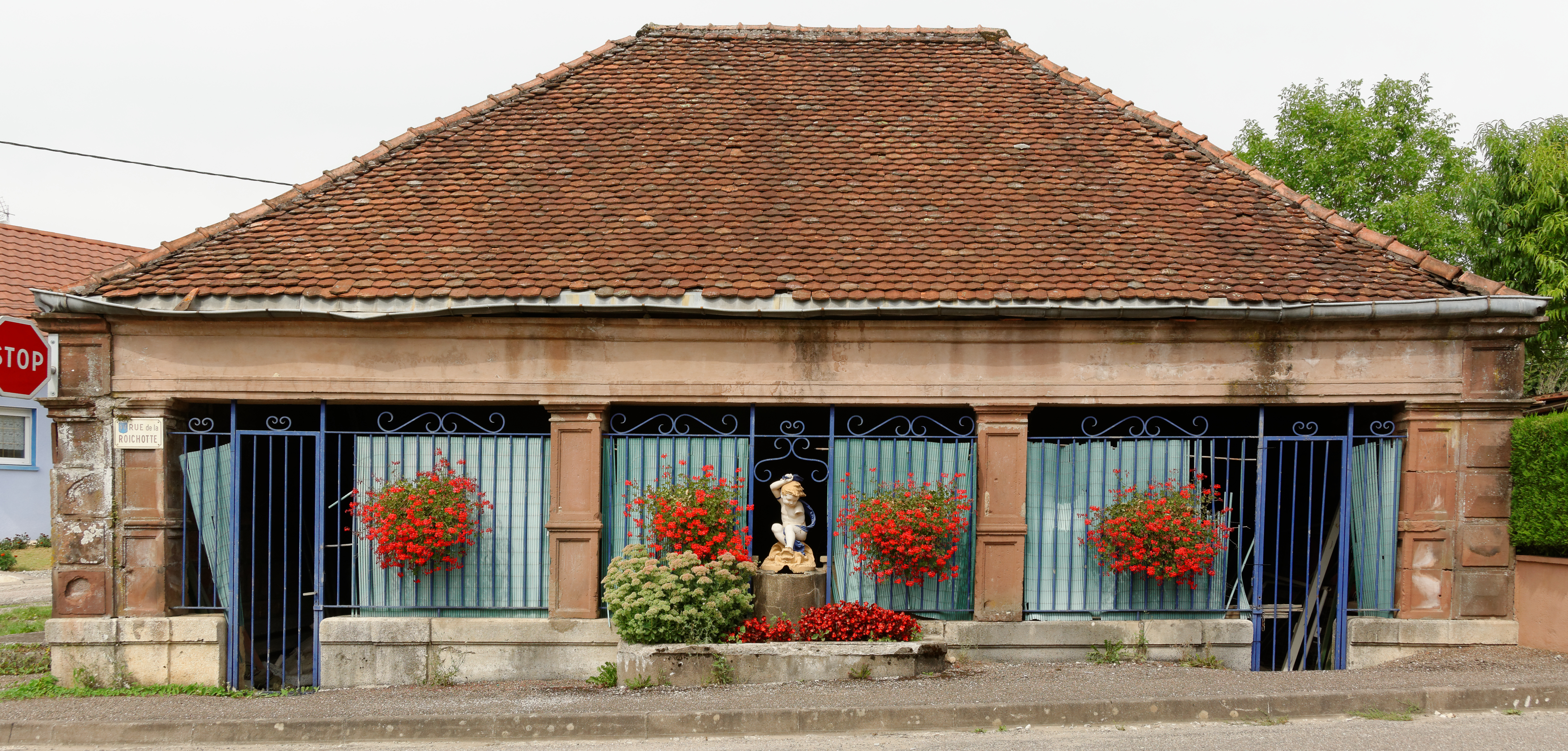
L'ancien lavoir.
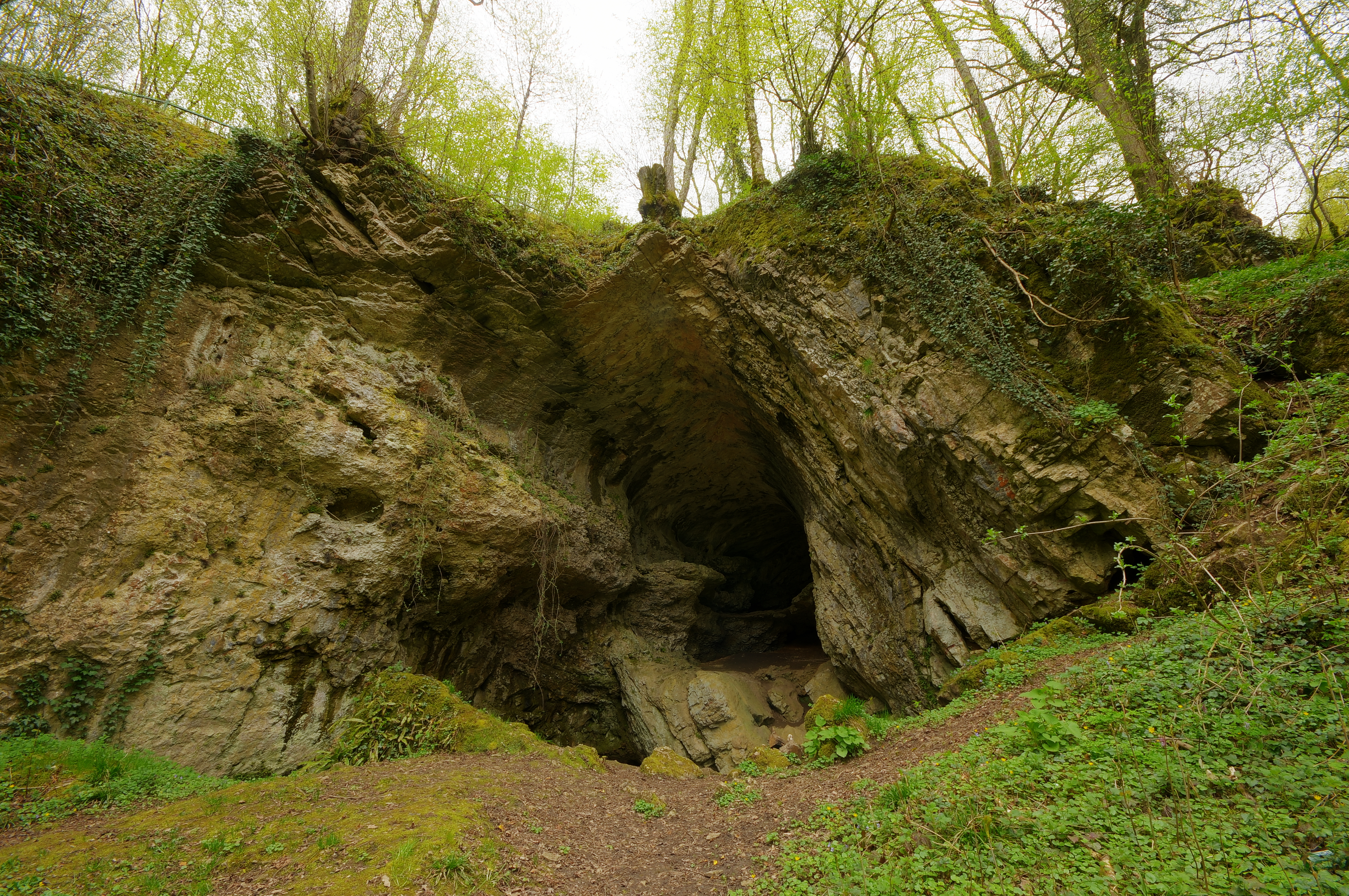
L'entrée de la grotte de la Baume.
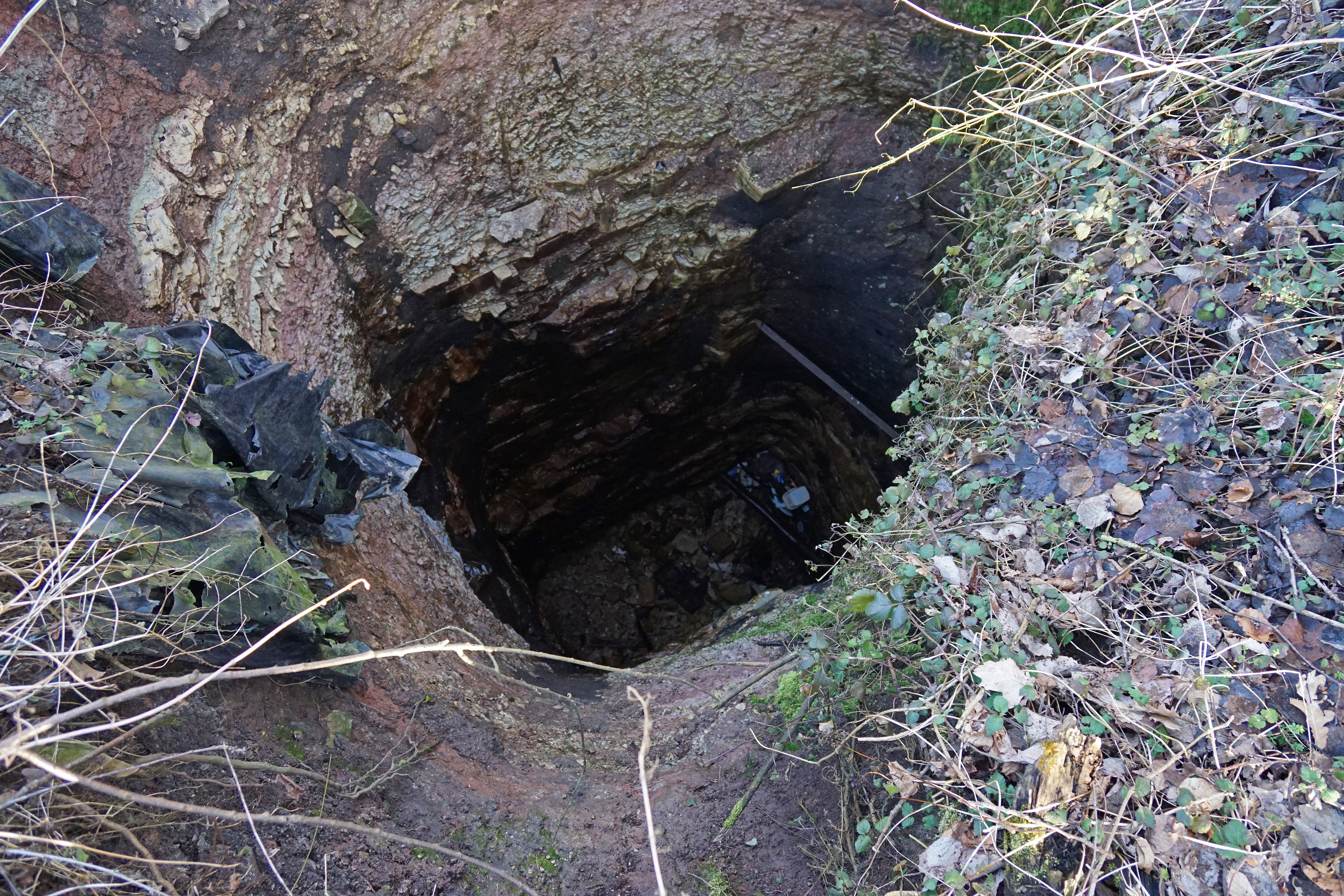
L'ancien puits de mine ouvert.

### Tradition locale
Les trottes-vieilles font partie du folklore local. Il s'agit d'un groupe de fées cornues vivant aux abords du village qui enlèvent les enfants peu sages à Noël et les déposent dans le ruisseau le plus proche, tout en récompensant les enfants sages. Il était d'usage de leur préparer une chaudière de bouillie lactée pour s'attirer leurs bonnes grâces et donc le bonheur à la maisonnée,,.

### Patrimoine naturel

ZNIEFF de Saulnot, Chavanne et Villers-sur-Saulnot.

Saulnot est couverte pour moitié d'une forêt de feuillus située à l'étage collinéen du massif du Jura. Le reste est occupé par des exploitations agricoles. La commune compte 719 espèces indigènes (en particulier les genres ou espèces Viola, Geranium, Euphorbia, Dryopteris, Carex, Leucanthemum vulgare, Cardamine, Cirsium, Crepis, sapin, chêne, Stellaria, Trifolium, Veronica, Trifolium, Poa, Juncus, Galium, Euphorbia, Equisetum, Epipactis, Epilobium, Dactylorhiza, Sylvia, grenouille, crapaud, triton), 35 espèces introduites parmi lesquelles quatre sont envahissantes (Impatiens, Solidage géantet Robinia pseudoacacia) et six domestiques (Tilleul commun, Vicia sativa, Colza, Avoine cultivée, Sainfoin cultivé et Menthe poivrée). Parmi toutes les espèces présentes, 129 sont protégées et 18 sont inscrites dans la liste des espèces menacées, toutes font partie de la liste rouge au niveau régionale, 14 au niveau national, trois au niveau européen et une seule au niveau mondial.
Trois zones naturelles d'intérêt écologique, faunistique et floristique (ZNIEFF) sont recensées sur le territoire de Saulnot : le marais, la pelouse de la bruyère et la carrière de pré Renaud.
Le marais s'est formé autour d'un talweg, à la confluence de plusieurs ruisseaux (surtout la Sapoie) sur des roches imperméables du Trias (dolomies et marnes) à l'extrémité orientale de la dépression sous-vosgienne. Cet habitat est un point de passage pour plusieurs espèces d'oiseaux migrateurs, il recèle des Cressons de fontaine et des Baldingères faux-roseau et d'autres espèces en raréfaction (oiseaux, insectes, amphibiens et papillons) ou du gibier, ce qui lui vaut une protection indirecte,. En 2020, un nid de cigogne noire est découvert sur le territoire communal (une centaine de couples de cette espèce particulièrement rare et protégée étant identifiés en France) provoquant en grande partie l'abandon de construction d'un parc éolien au nord de ma commune.
La pelouse de la bruyère repose sur les mêmes couches géologiques que le marais, mais sur un sommet de la commune. Elle se caractérise par sa flore particulière (Molinia caerulea, Carex panicea, Gentianella germanica, Succisa pratensis et Inula salicina).
La carrière de pré Renaud est un site d'extraction d'argile désaffecté qui est le seul site d'implantation du lycopode petit Cyprès de Franche-Comté lui valant une protection indirecte. Cette espèce très rare se retrouve essentiellement dans les Vosges et dans le Massif central. Elle est particulièrement menacée par la concurrence des bryophytes et Callunes ainsi que par l'ombrage généré par les arbres en croissance (bouleaux, hêtres et chênes).

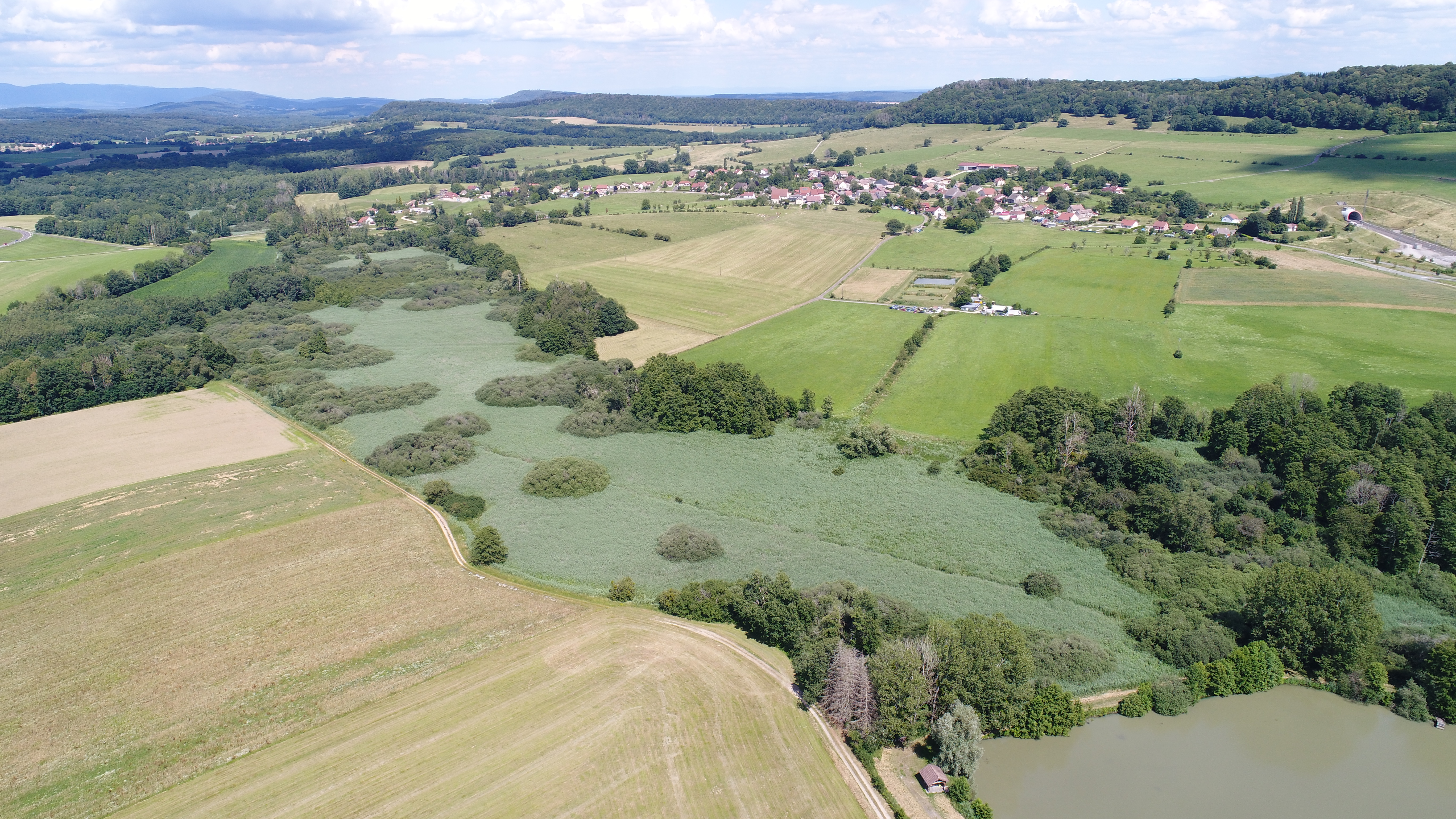
Vue aérienne des marais de Saulnot.
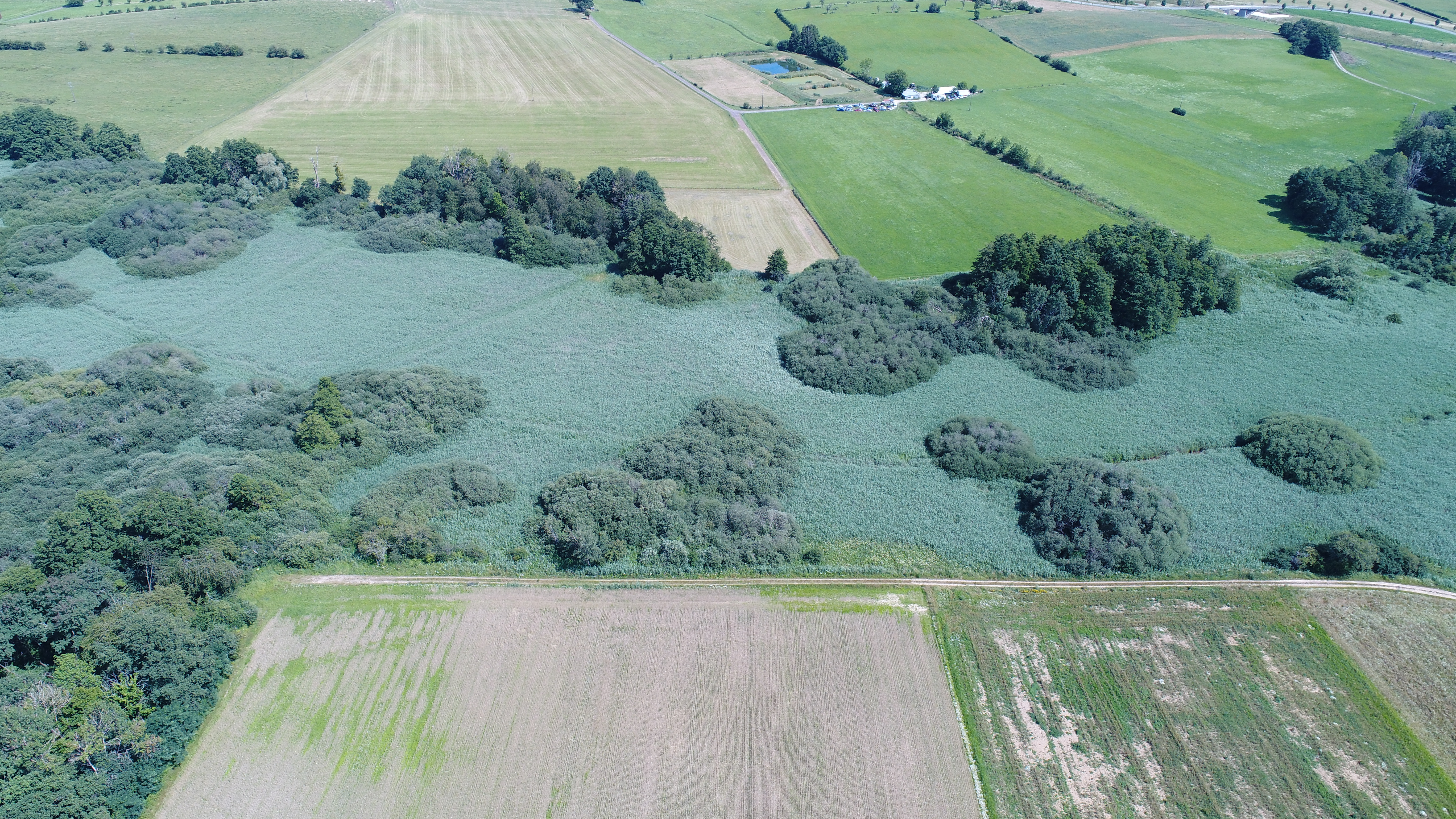
Vue rapprochée.
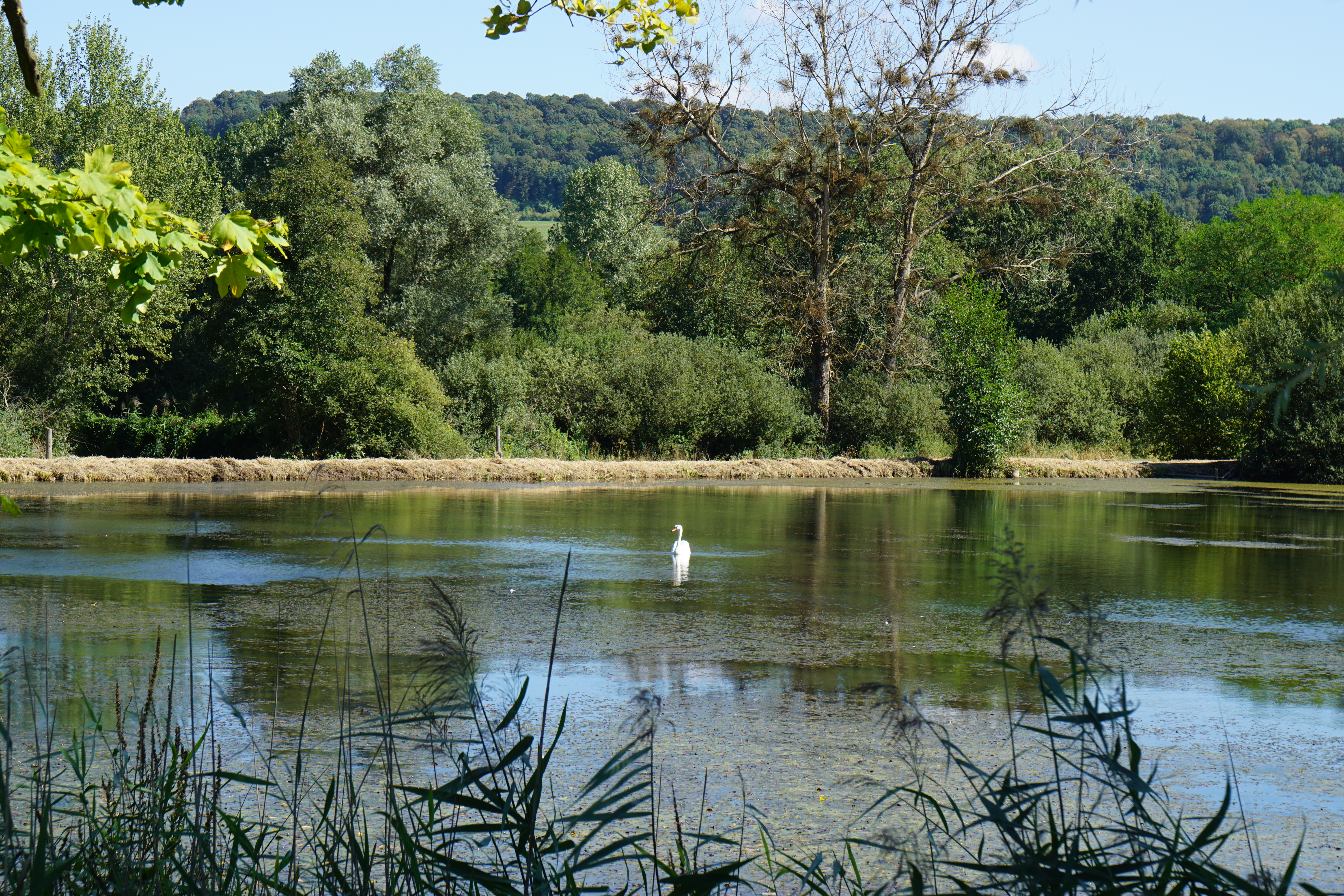
Un étang voisin des marais.

### Personnalités liées à la commune

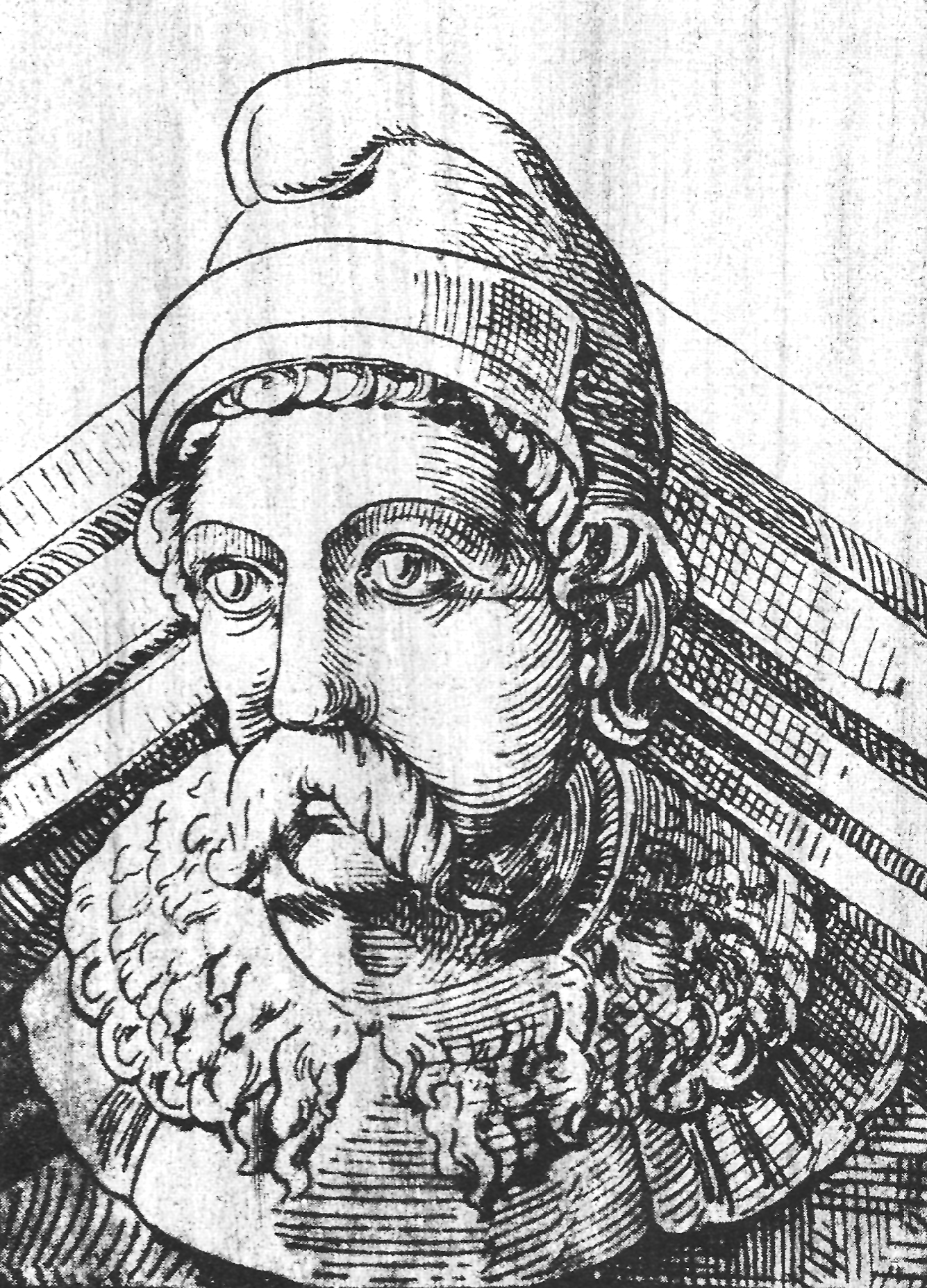
Heinrich Schickhardt.

- Heinrich Schickhardt (1558-1635) ingénieur et architecte qui modernise la saline de Saulnot et lance l’exploitation du charbon[99]
- En 1974, le maréchal-ferrant du village, Émile Jacotey (1890-1978) inspire un album-concept du même nom au groupe Ange[100].

### Héraldique
|  | D’azur aux deux bars adossés d’argent. |